# Escultura en mármol

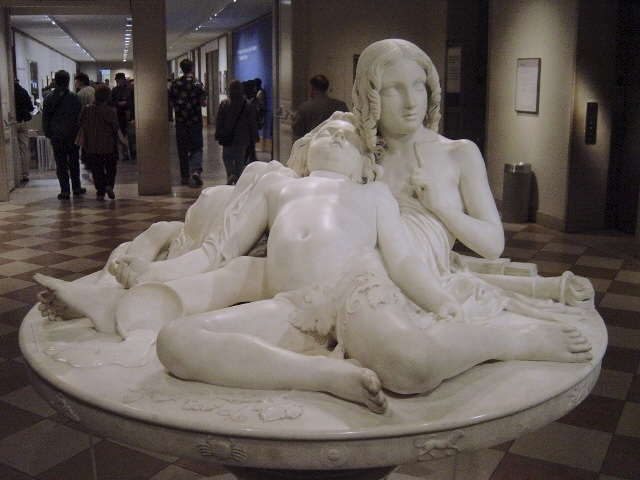
Mesa Demidoff o Mesa de los Amores, de Lorenzo Bartolini, Metropolitan Museum of Art, Nueva York.

Escultura en mármol es la denominación de una de las más importantes técnicas de escultura, la que utiliza como materia el mármol. A diferencia de las técnicas basadas en el modelado (como la escultura en bronce), se basa en la talla (al igual que otras, como la escultura en madera). Se utiliza tanto para figuras de bulto redondo como para los relieves; y en cuanto a género escultórico, sobresale su uso en estatuaria, en sepulcros, en fuentes monumentales y en todo tipo de monumentos públicos.

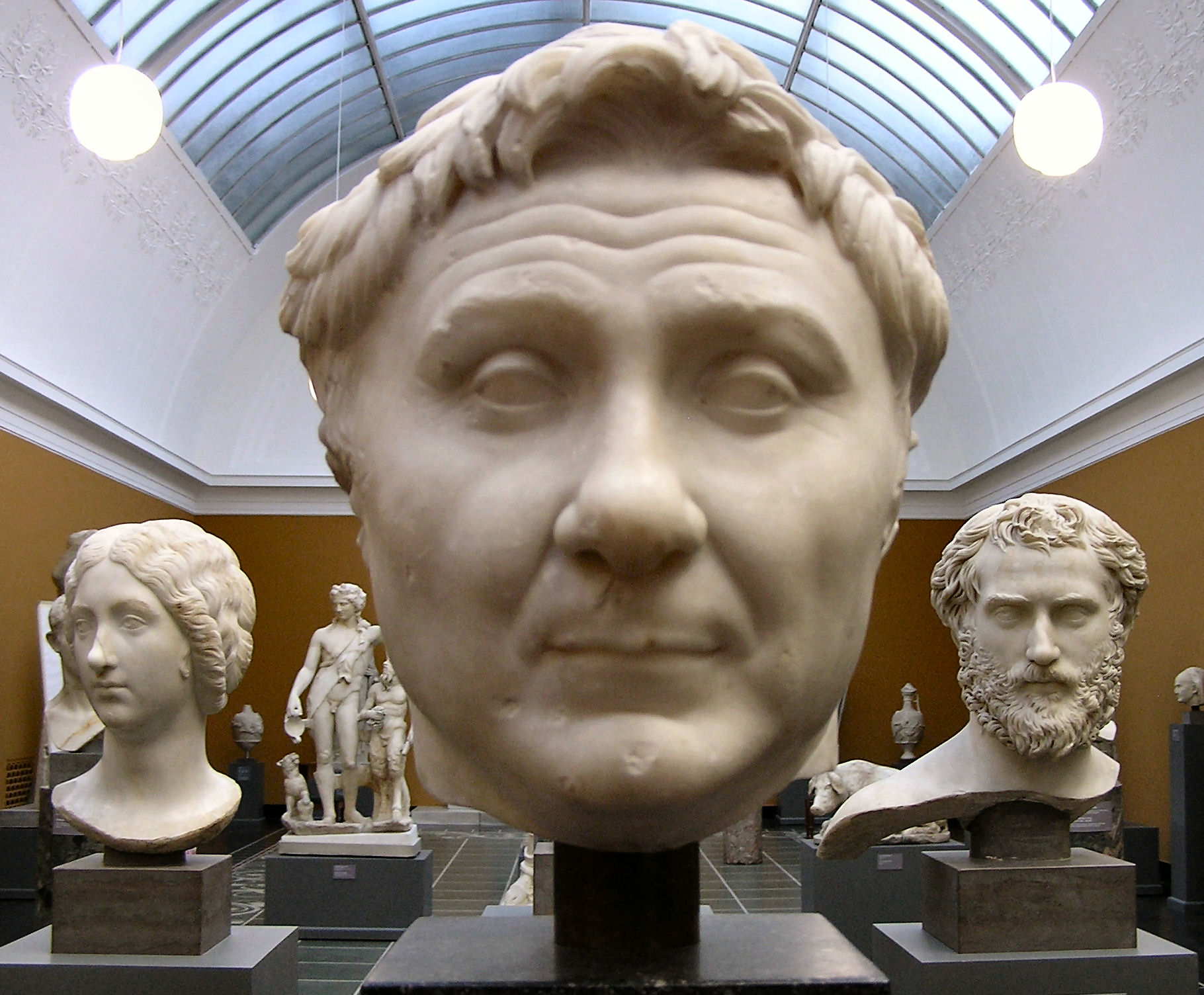
Sala romana de la Gliptoteca Ny Carlsberg, Copenhague. En primer plano, retrato de Pompeyo.

## Origen y cualidades del material

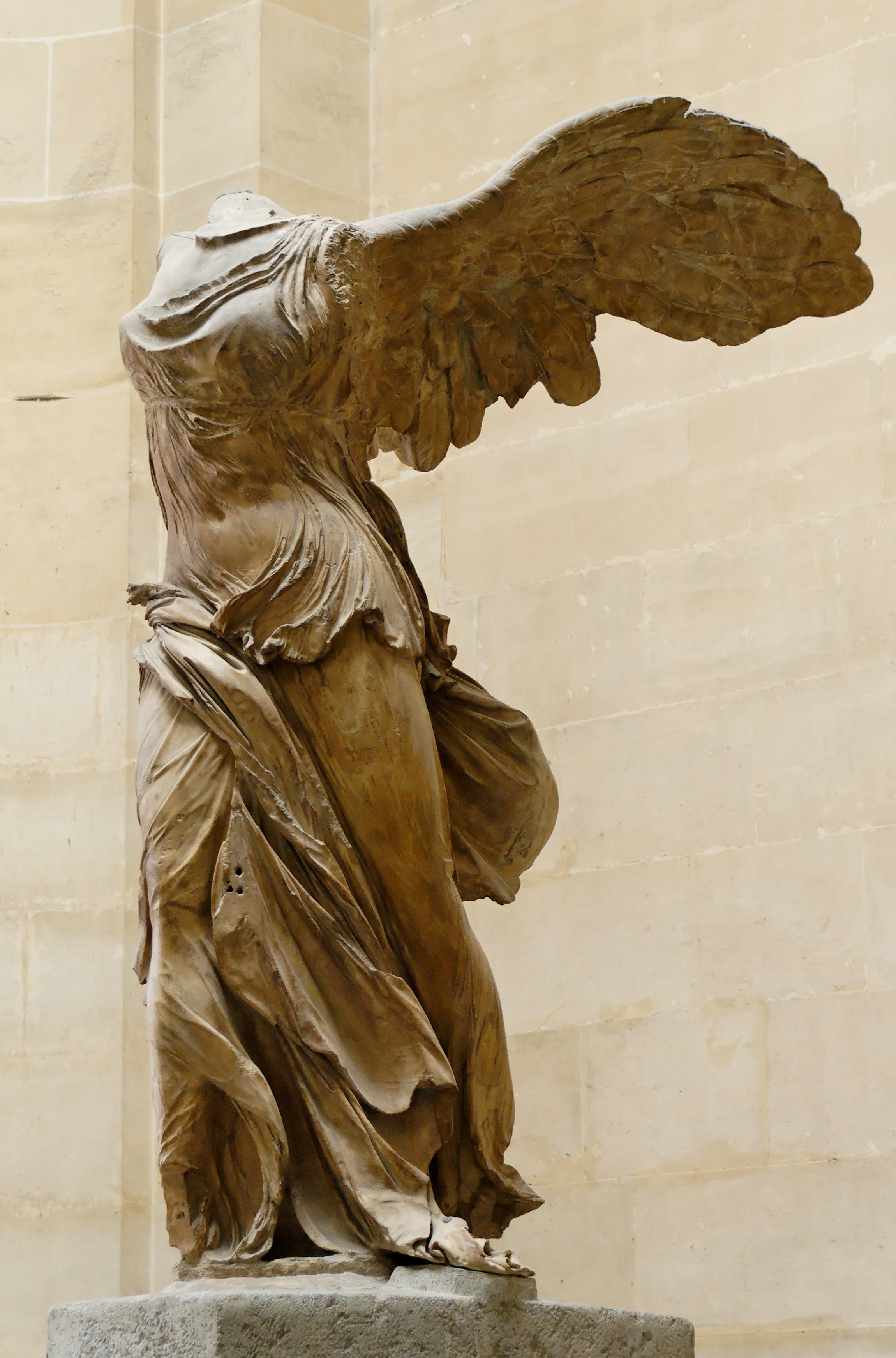
Victoria de Samotracia, a. C., Museo del Louvre, París.

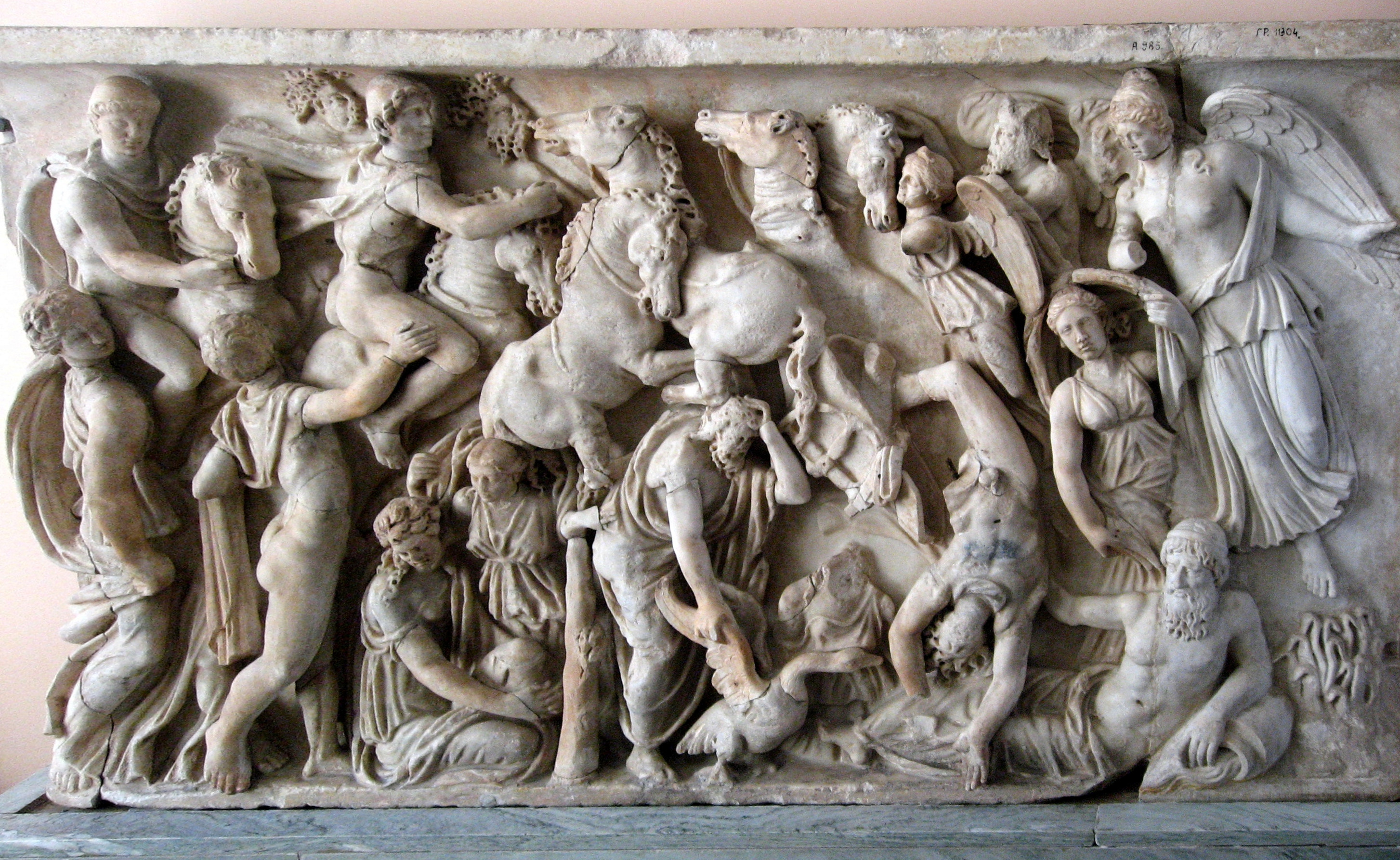
Caída de Faetón, sarcófago romano conservado en el Museo del Hermitage, San Petersburgo.

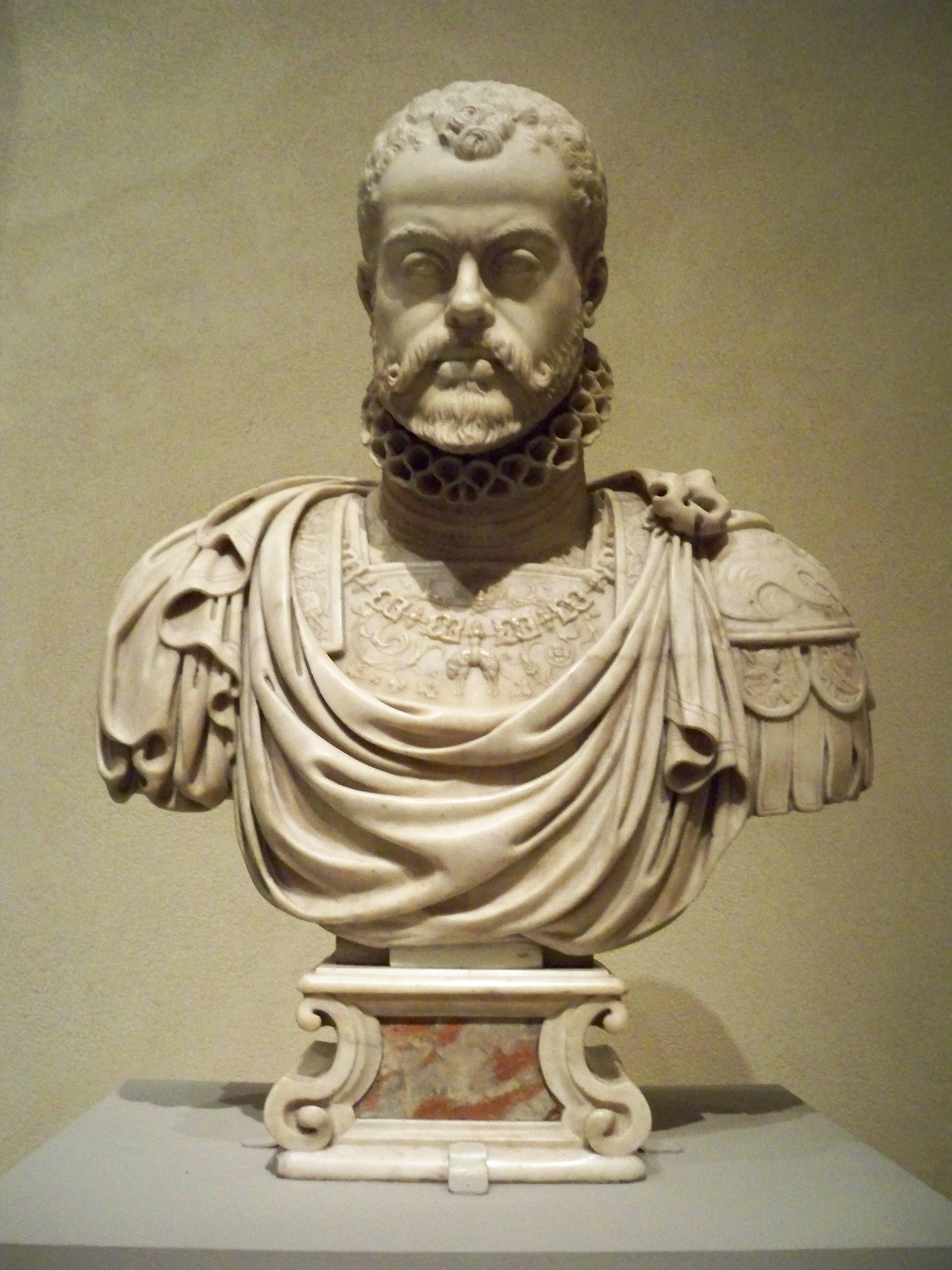
Busto de Felipe II, de Pompeo Leoni, segunda mitad del, Metropolitan Museum of Art, Nueva York.

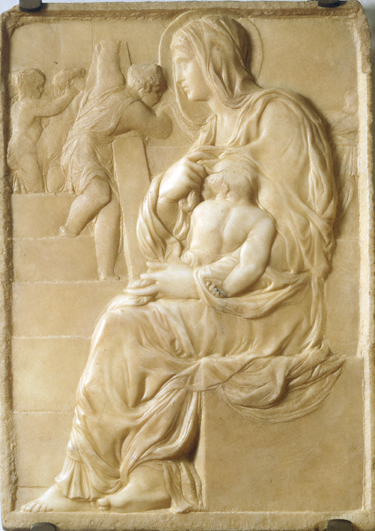
Virgen de la escalera, de Miguel Ángel, ca. 1491.

El mármol es una roca metamórfica derivada de la roca caliza. Está compuesto en su mayor parte del mineral calcita (una forma cristalina del carbonato de calcio, CaCO3). La fuente original es la sedimentación del carbonato de calcio en forma de restos de animales microscópicos o materiales similares. La roca caliza así formada sufre un proceso metamórfico en condiciones adecuadas de presión y temperatura. La intrusión de distintos materiales, como óxidos metálicos, altera la composición y el color del mármol, que de otra forma es blanco. Los diferentes tipos de mármol forman una gama amplísima; siendo los provenientes de algunas afamadas canteras los más apreciadas por sus especiales características: el mármol del Pentélico (fino y que "envejece" con tonos dorados) que se usó por Fidias en la Atenas clásica, el mármol travertino (con una particular textura y color crema) de canteras cercanas a la ciudad de Roma, o el mármol de Carrara (de una gran pureza y blancura) que utilizó Miguel Ángel.
A pesar de la diferencia petrológica y mineralógica con otras rocas de apariencia y uso escultórico hasta cierto punto similar, como el alabastro, es muy habitual que en textos históricos y artísticos se utilice impropiamente el término "mármol" para referirse a otro tipo de piedras escultóricas.

### Ventajas
Frente a otras piedras usadas en escultura, el mármol presenta como cualidad destacada una superficie traslúcida en un grado tal que la asemeja en cierta forma al aspecto de la piel humana, dando a las esculturas de mármol una profundidad visual bajo su superficie que permite un notable "realismo" o verosimilitud en las representaciones de figuras humanas. Otras grandes ventaja es la mayor finura de la granulometría del mármol y la relativa facilidad en su talla, que permite detalles mínimos (como representar cabellos) y pulimento (hasta las texturas más finas). A medida que transcurre el tiempo, las esculturas en mármol se hacen más sólidas y durables. El mármol es más resistente a la erosión física que otros materiales, resistiendo mejor el agua (excepto cuando es ácida).

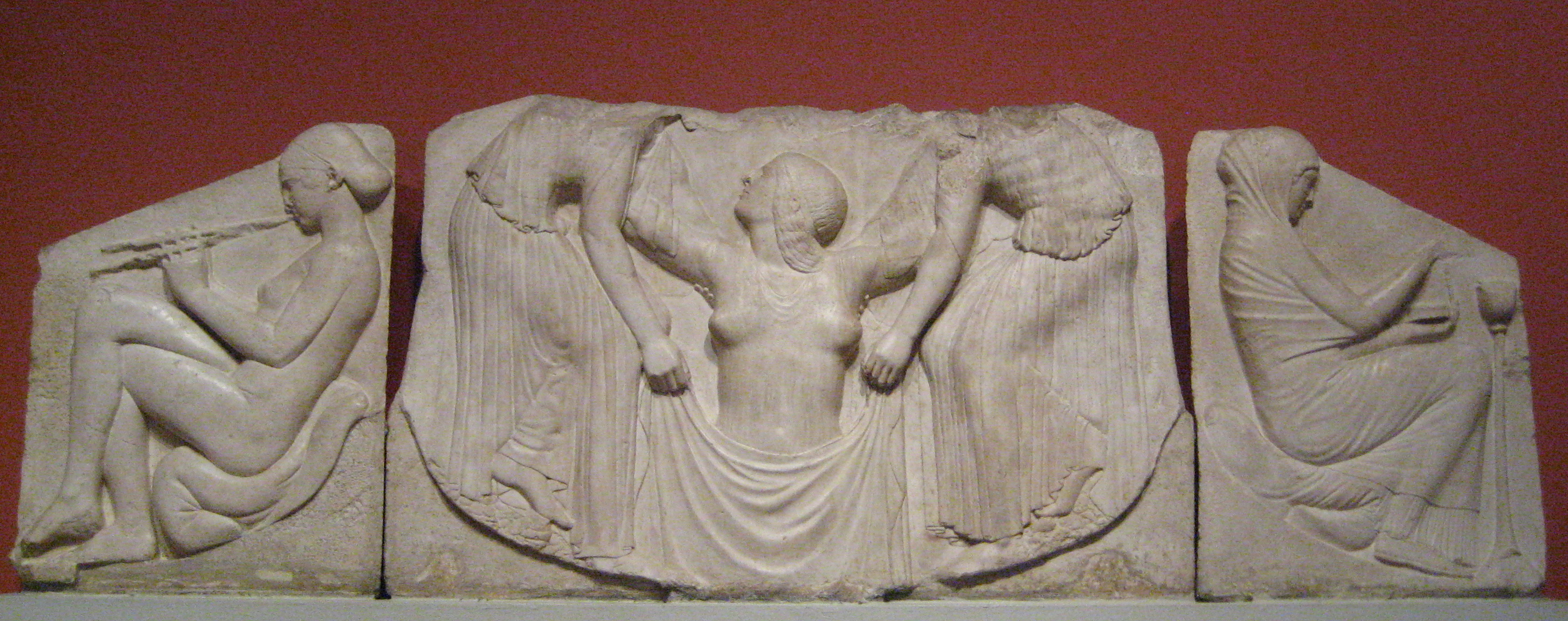
Trono Ludovisi, ca. 460-450, Palazzo Altemps, Roma.

### Desventajas

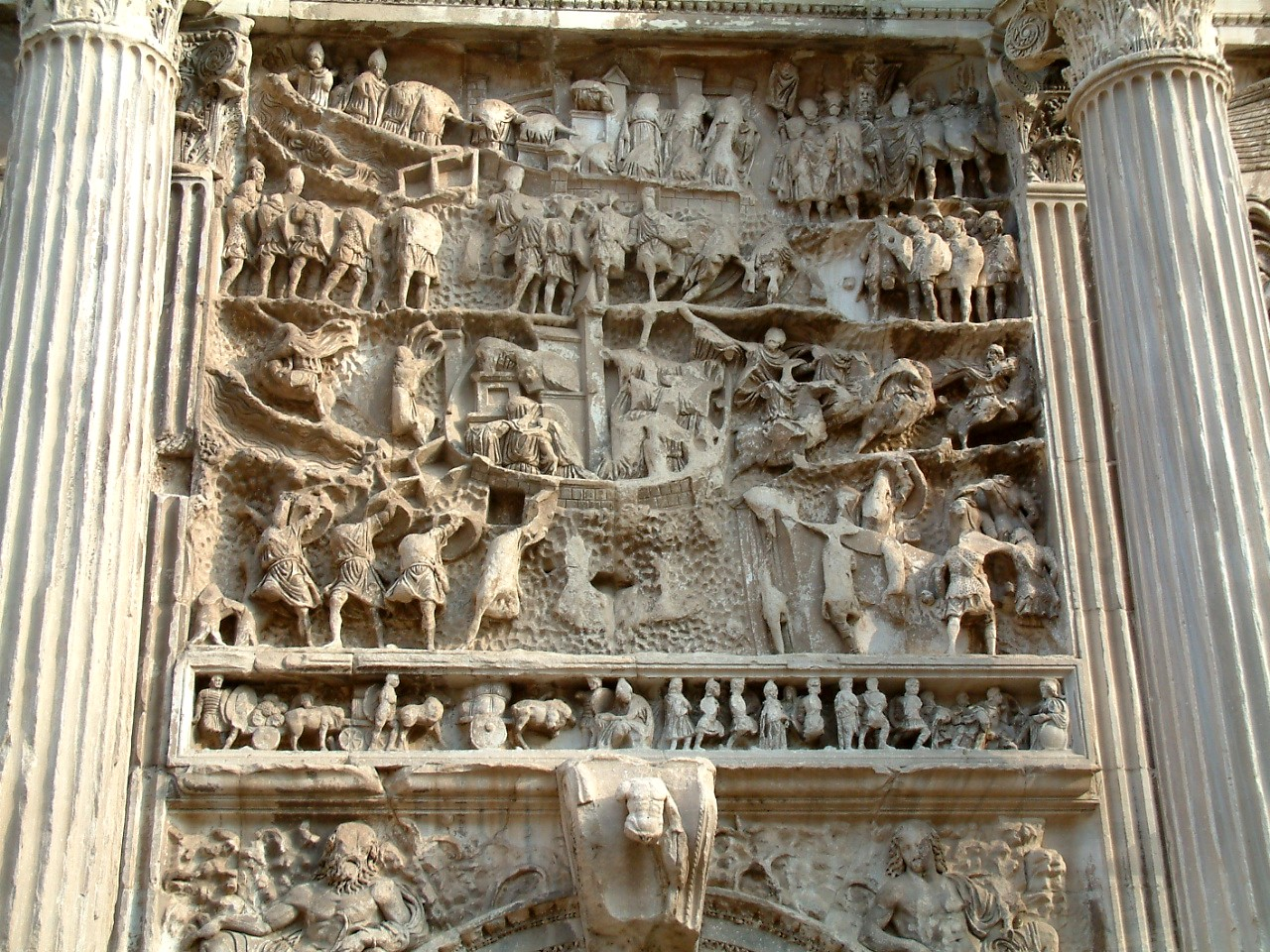
Detalle del Arco de Septimio Severo, Roma, 203.

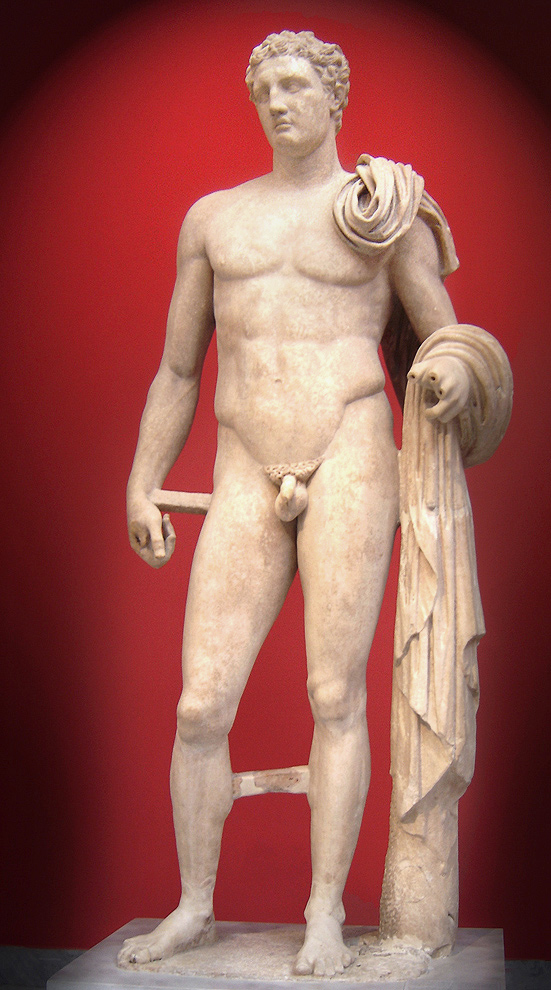
Copia romana en mármol del Hermes de Atalante de Lisipo.

La conservación del mármol es problemática por varias razones: al absorber la grasa de la piel cuando se le toca, lo que le lleva a adquirir tonos amarillentos; en cuanto al ataque de los ácidos, aunque en menor medida que la caliza, se ve afectado por ellos, particularmente la lluvia ácida y las deposiciones de las aves, haciéndole vulnerable a su exposición a la intemperie. En ambas circunstancias, otras rocas como el granito son mucho más resistentes, aunque más difíciles de trabajar y menos apropiados para trabajos refinados. En comparación con los metales, el mármol carece de ductilidad y requiere de consideraciones especiales para evitar que su propio peso haga que las extremidades se rompan. En el caso de las copias en mármol de originales en bronce, es habitual añadirle soportes para evitarlo (más o menos dispuestos abruptamente donde son necesarios o disimulados en forma de figuras complementarias cuando es posible), a no ser que por sus características sea innecesario, como en la Afrodita agachada de Doidalsa.

## El desarrollo del trabajo escultórico en mármol
El trabajo del escultor en mármol comienza con la selección del bloque sobre el que se ha de trabajar. Era particularmente importante para artistas como Miguel Ángel, que explicitó en sus escritos la relación íntima que establecía con el mármol desde la cantera, y cómo definía su trabajo como liberar o hacer salir la forma que ya estaba bajo la superficie y que él veía con su imaginación.
La talla puede realizarse de forma directa, o con un esquema previo realizado en dibujos de las distintas "vistas" que se copian en la superficie del bloque. También se realizan bocetos a menor escala o en materiales más baratos (muy a menudo modelados en arcilla o cera), que se trasladan al mármol "por puntos", con distintos tipos de asistencias técnicas, incluso mecánicas ("máquina de sacar puntos").

### Herramientas y técnicas
Términos italianos para las herramientas de talla del mármol:
- La Mazza (maza o martillo, la variedad es muy amplia, desde la Bocciarda a Martello para golpear la piedra directamente hasta el Martello Pneumatico -martillo neumático-)
- Gli Scalpelli (cincel, la variedad es muy amplia, y las denominaciones se pueden identificar con las herramientas utilizadas en la talla de la madera -escoplo, formón, buril, gubia- e incluso con las usadas en cirugía -escalpelo-):
  - La Subbia (en punta)[8]
  - L'Unghietto ("pequeña uña", redondo)
  - La Gradina (con múltiples dientes, que resulta en líneas paralelas; se usa para dar textura)
  - Lo Scalpello (plano)
- Lo Scapezzatore (punta ancha)
- Il Flessibile (afiladora en ángulo, con una hoja de diamante)

También se utilizan distintas herramientas y materiales para el pulimentado y la obtención de distintas texturas en el acabado, incluyendo escofinas, limas, lijas (para el mármol lo más indicado es la piedra pómez y el esmeril) y productos abrasivos; y en algún caso se usan incluso colorantes.
Martillo y cincel son las herramientas utilizadas en la técnica más habitual para la talla del mármol (similar a la de cualquier obra de cantería); se emplea desde la Antigüedad, y aparece descrita en la leyenda de Pigmalión. En Grecia su uso se detecta desde al menos el siglo VII a. C. Consiste en sostener el extremo afilado del cincel contra el mármol y golpear su extremo romo con el martillo, lo que concentra la energía del golpe en un solo punto de la superficie del bloque, haciendo que una pequeña parte del material se desprenda. Los golpes se dan con más fuerza en el desbastado inicial y con más cuidado según progresa la tarea. Así se continúa en una línea que sigue el contorno deseado. Adquirir pericia en esta técnica requiere un prologado entrenamiento. Los canteros experimentados pueden mantener durante prolongadas sesiones de trabajo el ritmo adecuado de golpes, acompasando los movimientos de martillo y cincel en la secuencia conveniente para un trabajo eficaz, cuidando además de respetar las peculiaridades de la composición de cada bloque para evitar rupturas indeseadas.
Para la excavación profunda se usa el taladro. El "calado" que permite la técnica del trépano, una especie de berbiquí que socava desde un lado el interior, dejando intacta la superficie, proporciona efectos de luz y sombra que se utilizan especialmente en la decoración escultórica de elementos arquitectónicos en el arte bizantino y el arte islámico.

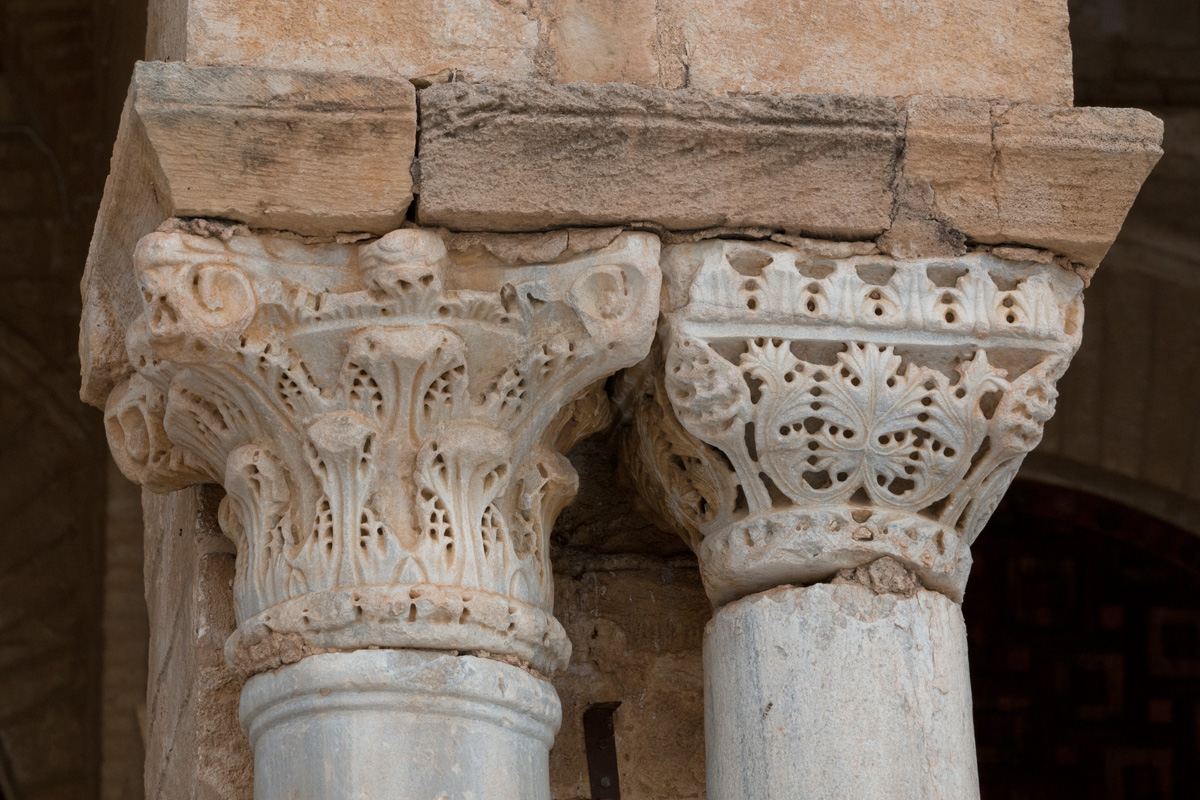
Capiteles bizantinos del pórtico sur de la Mezquita de Kairouan.
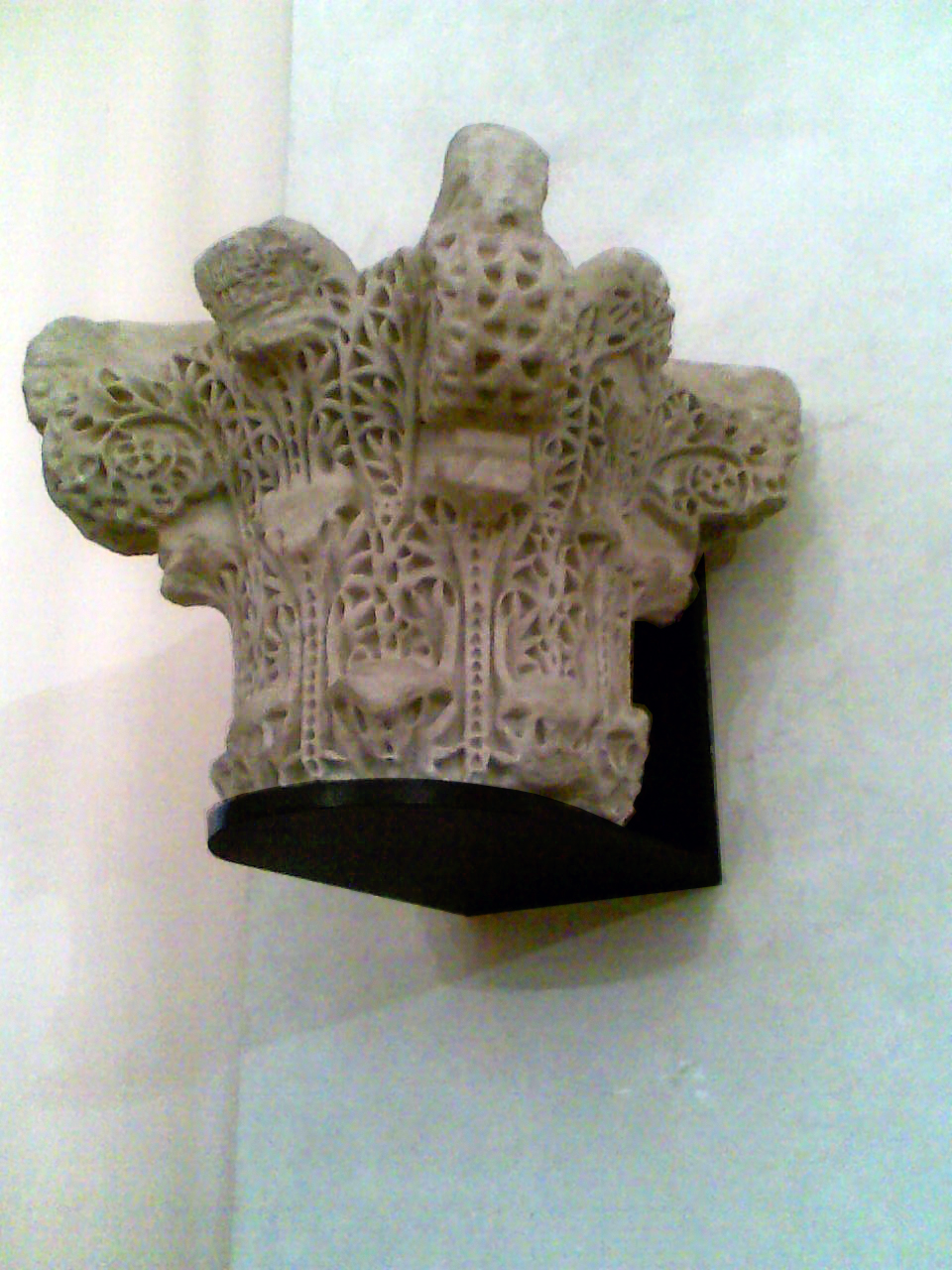
Capitel andalusí, siglo X.

## La escultura en mármol en la historia del arte

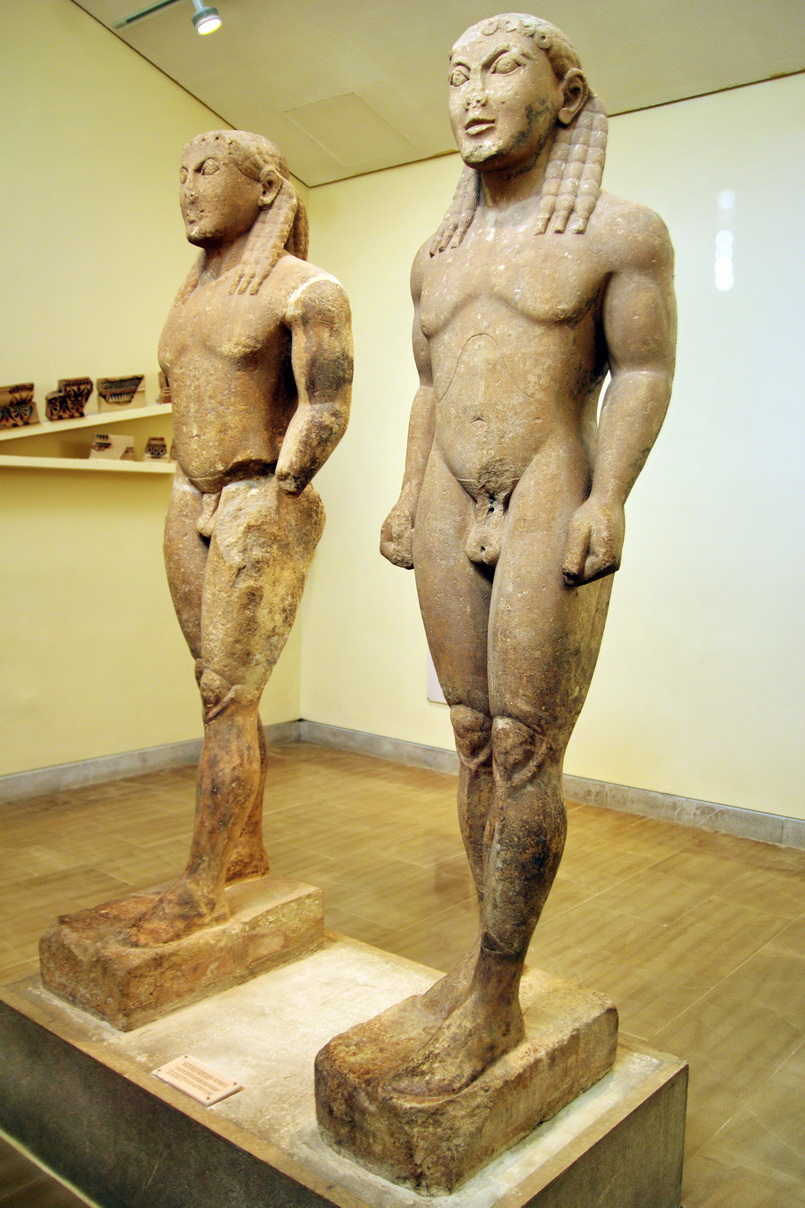
Cleobis y Bitón, Delfos, ca. 600 a. C.

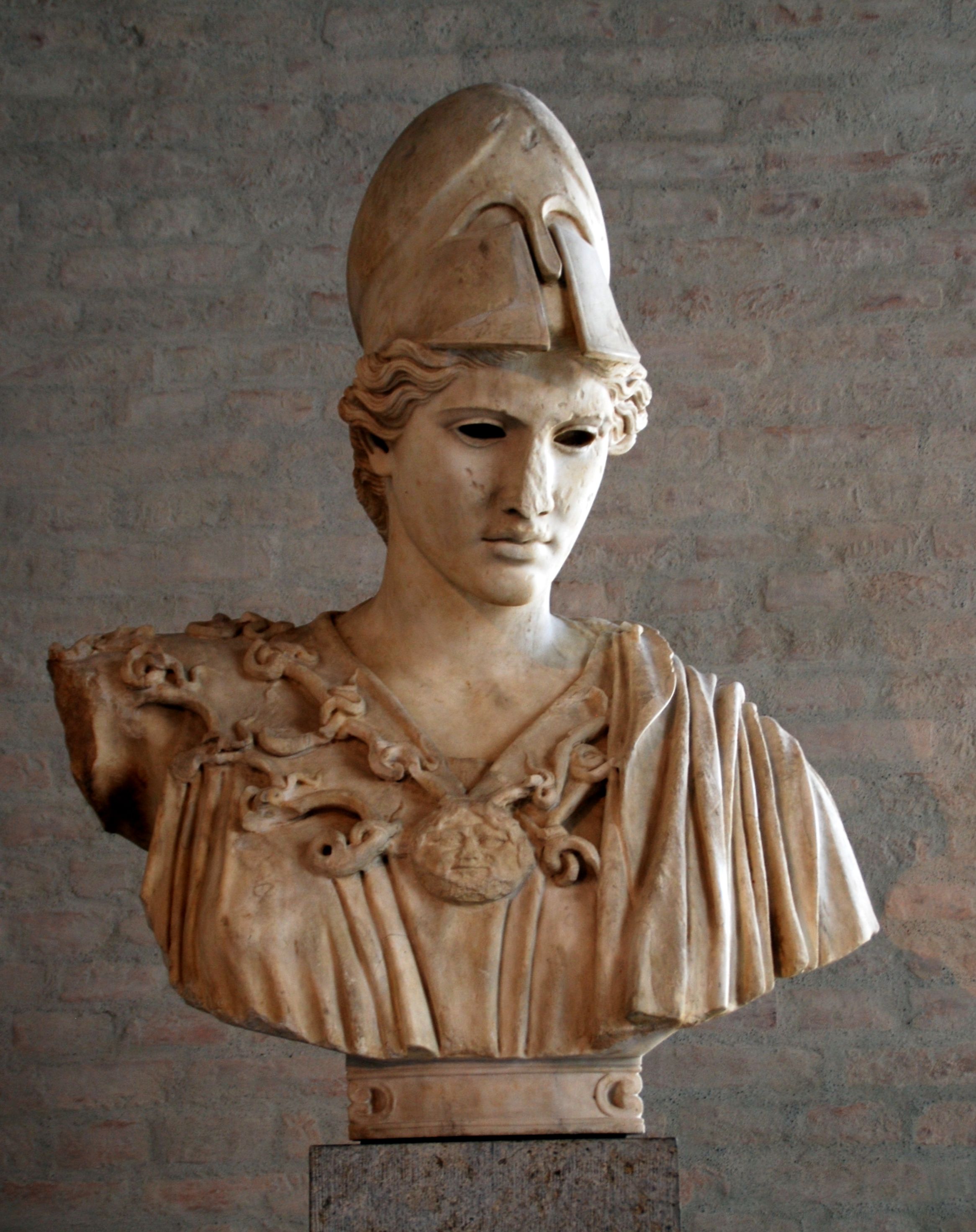
Busto de Atenea en la Gliptoteca de Múnich.

### Edad Antigua

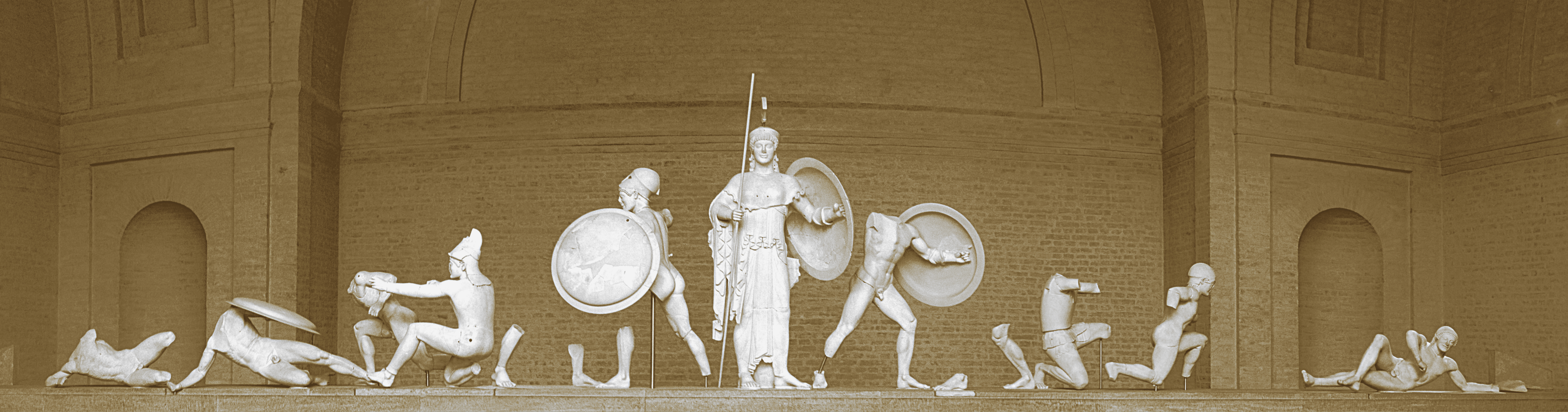
Esculturas del frontón occidental del templo de Afaya en Egina.

La gran estatuaria egipcia no utilizó el mármol, sino otros materiales pétreos, como el granito, o realizaba la talla de grandes esculturas ciclópeas directamente sobre una pared rocosa. Fue la escultura griega, desde el arte cicládico, la que tuvo el mármol como material idóneo, a una escala humana. Los griegos terminaban las esculturas en mármol con policromía; el aspecto actual de las obras es el resultado de la degradación de los pigmentos. En cambio, los romanos tenían frente a la escultura griega una postura estética cercana a la nuestra: preferían la superficie del mármol sin pintar, y encargaban copias en mármol de los originales griegos en bronce.
- Obras de Fidias

- Relieves del Partenón (frontones, metopas y frisos). Extraídos en su mayor parte, se conservan en el British Museum de Londres (colección denominada Mármoles Elgin). La totalidad de la Acrópolis es un conjunto artístico en el que el mármol era el material dominante (para el Partenón hasta las tejas se labraron en mármol), aunque para las grandes imágenes se preferían otros materiales: bronce y combinación de marfil y oro (esculturas "crisoelefantinas"). También los elementos arquitectónicos labrados en mármol se pintaban.

- Obras de Scopas

- Ménade danzante

- Obras helenísticas:

- Altar de Pérgamo
- Galo moribundo
- Victoria de Samotracia

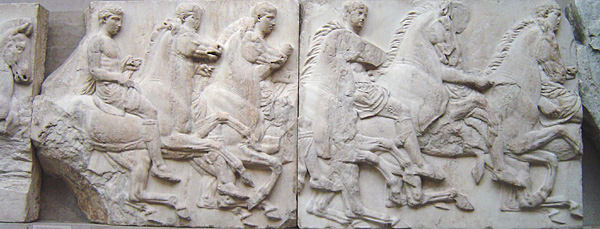
Detalle del Friso del Partenón.

- Fauno Barberini, en la Gliptoteca de Múnich
- Vieja embriagada
- Venus de Milo, en el Museo del Louvre, París
- Venus Calipigia
- Gálata Ludovisi
- Dios Nilo, con copias de época romana en la Piazetta Nilo de Nápoles (Nilo de Nápoles) y en los Museos Vaticanos de Roma (Nilo Vaticano)
- Laocoonte y sus hijos, Museos Vaticanos
- Toro Farnese
- Ares Ludovisi, copia romana de un original griego
- Torso de Belvedere

- Obras romanas

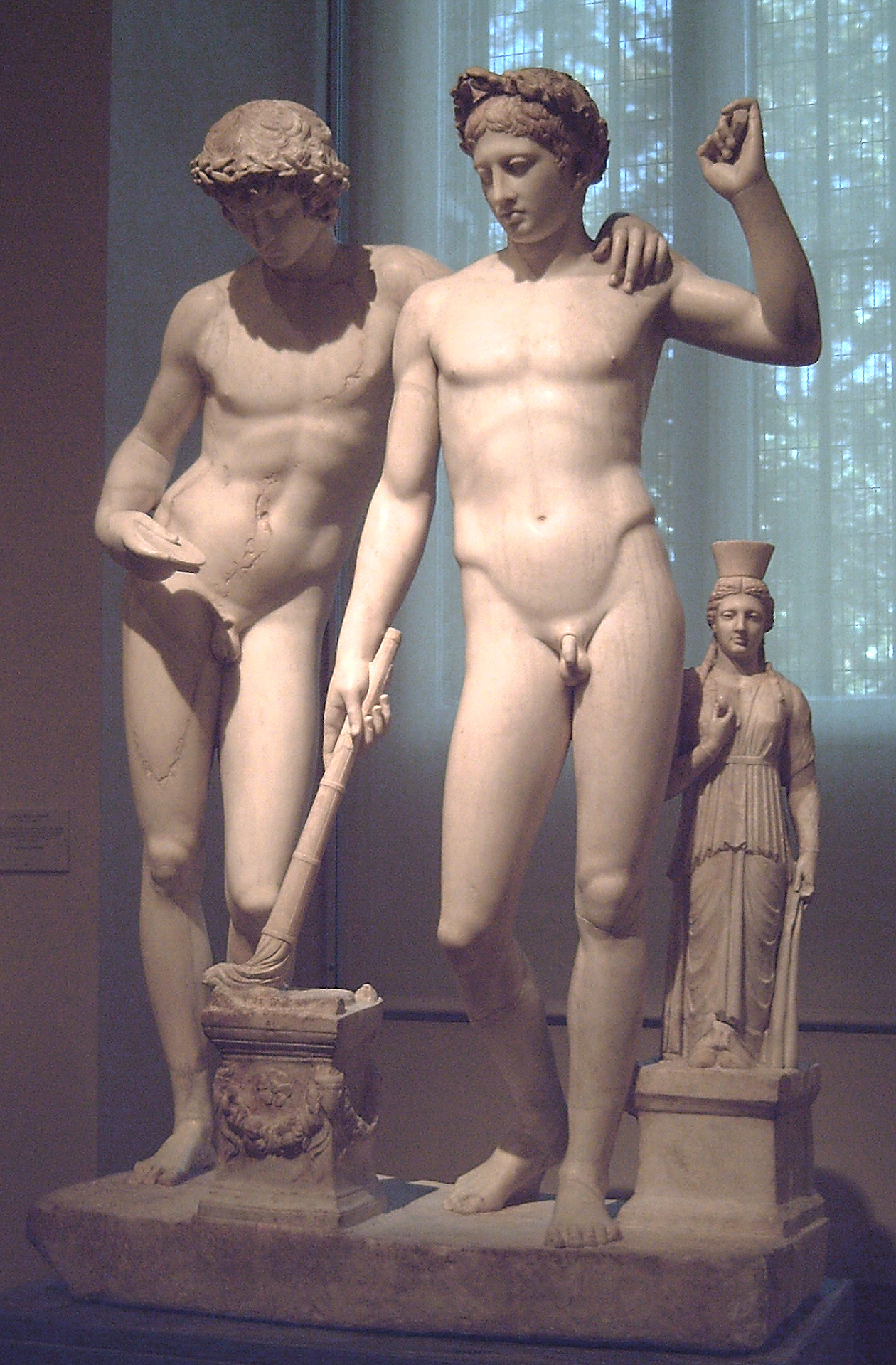
Ofrenda de Orestes y Pílades, ca. 10 a. C., Museo del Prado.

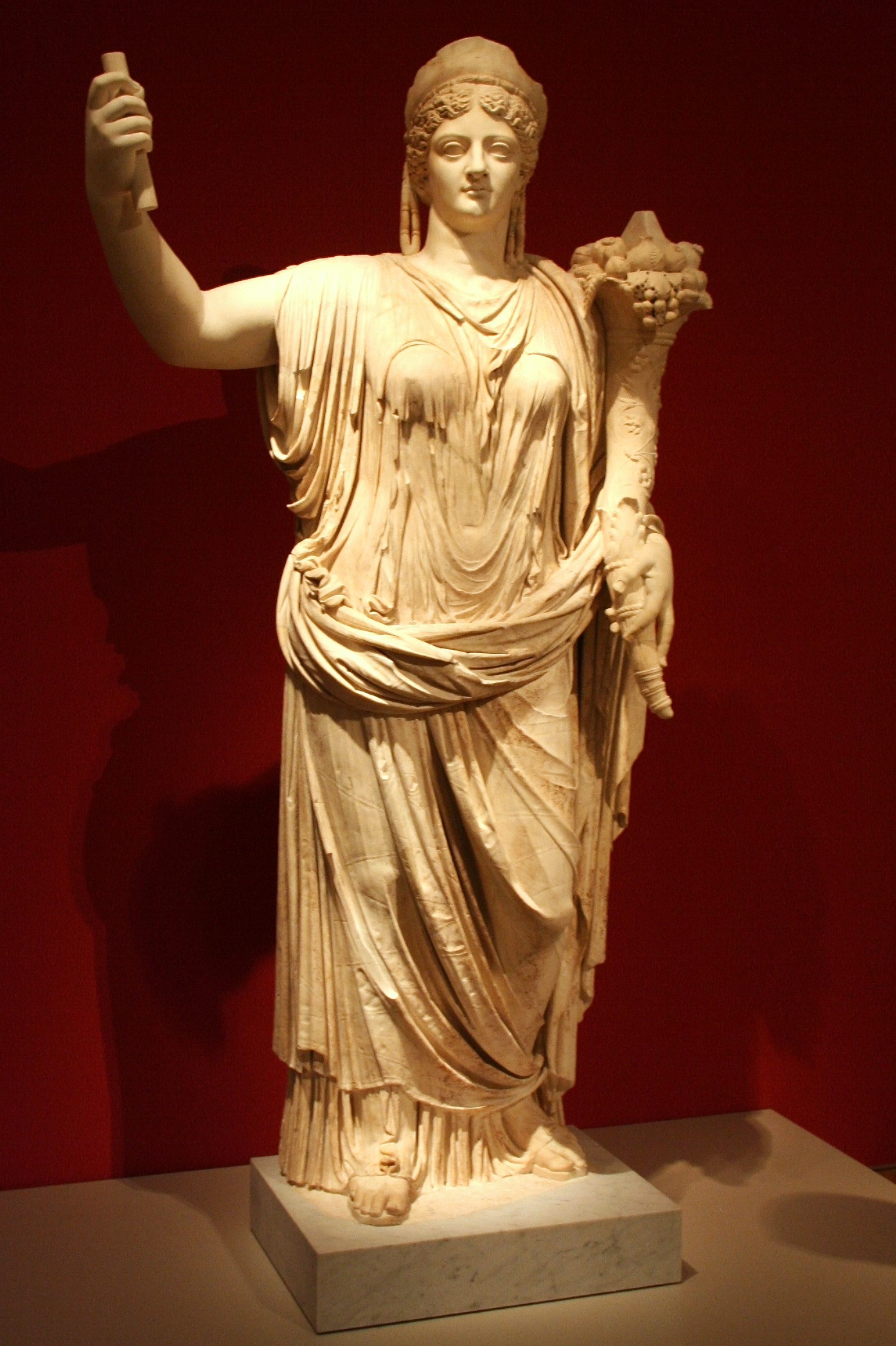
Livia como Ceres, Altes Museum, Berlín.

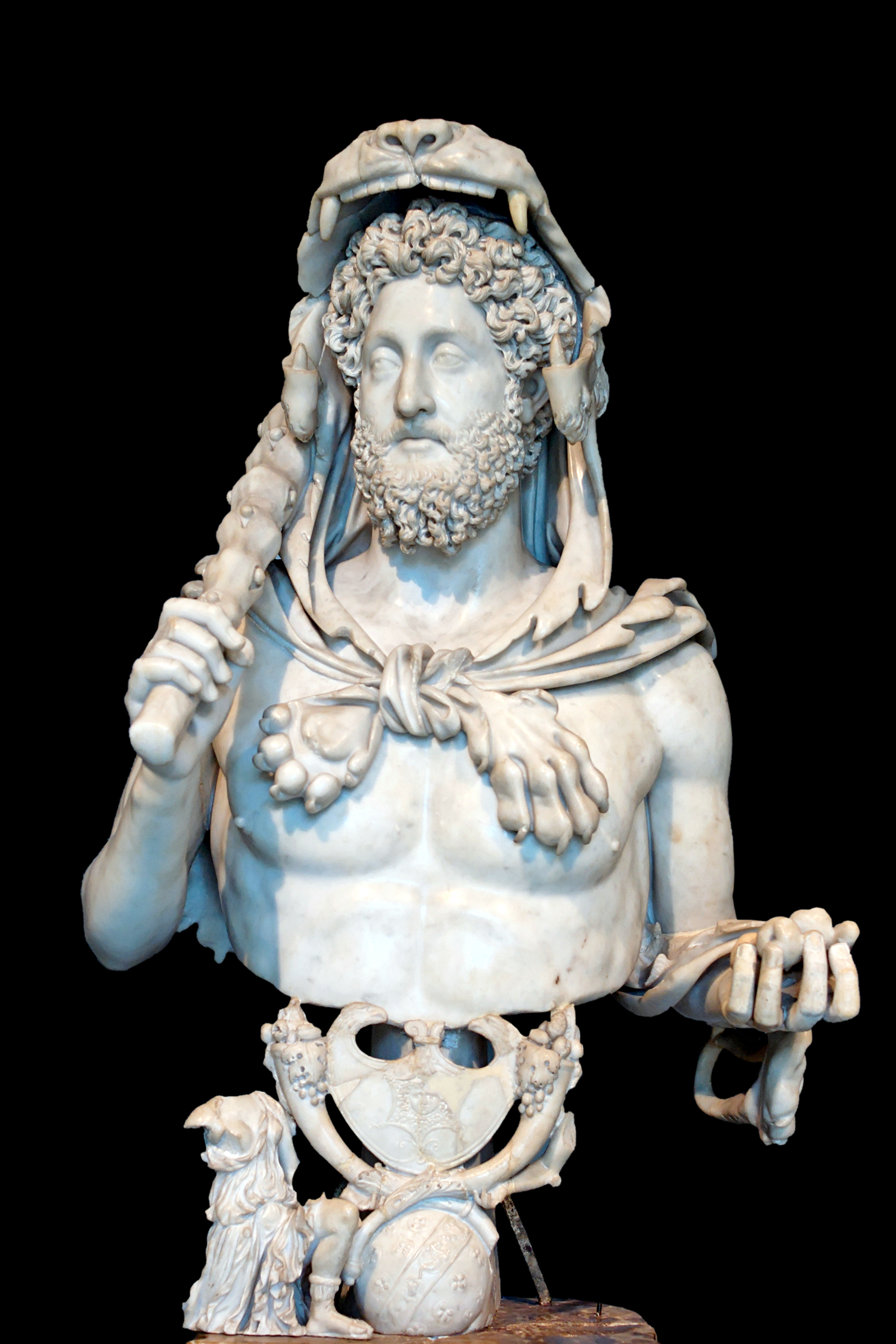
El emperador Cómodo como Hércules, 191-192.

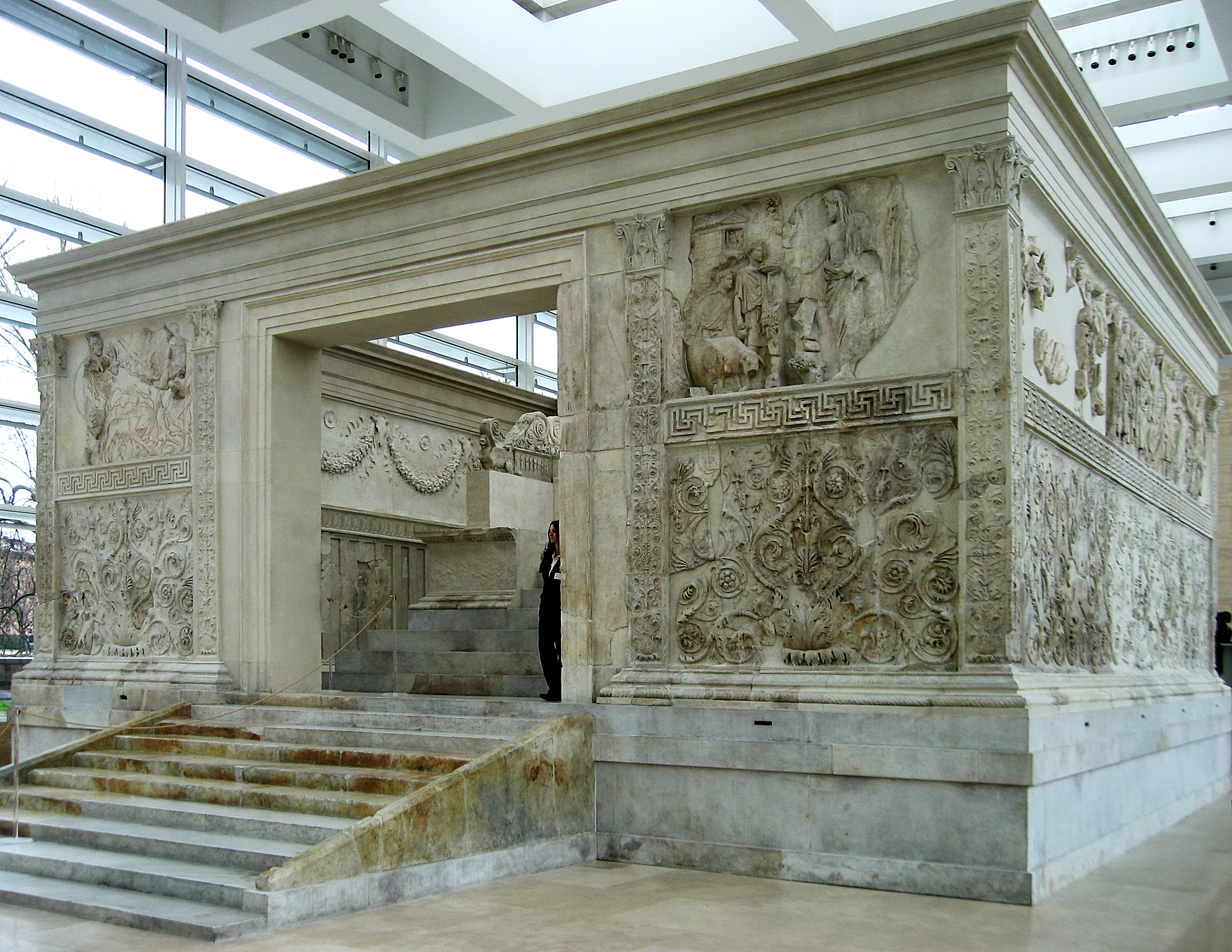
Ara Pacis, 13-9 a. C.

- Togato Barberini, Museos Capitolinos
- Marcelo como Hermes Logios
- Ara Pacis
- Augusto de Prima Porta
- Arco de Tito
- Columna trajana
- Arco de Septimio Severo
- Sarcófago Ludovisi
- Los Dióscuros
- Coloso de Constantino
- Arco de Constantino
- Sarcófago de Junio Baso

Dentro de las técnicas del mosaico romano, el opus sectile utiliza piezas planas de piedras de distintos colores, incluyendo distintos tipos de mármoles; pero las obras resultantes son pictóricas (bidimensionales), no escultóricas.

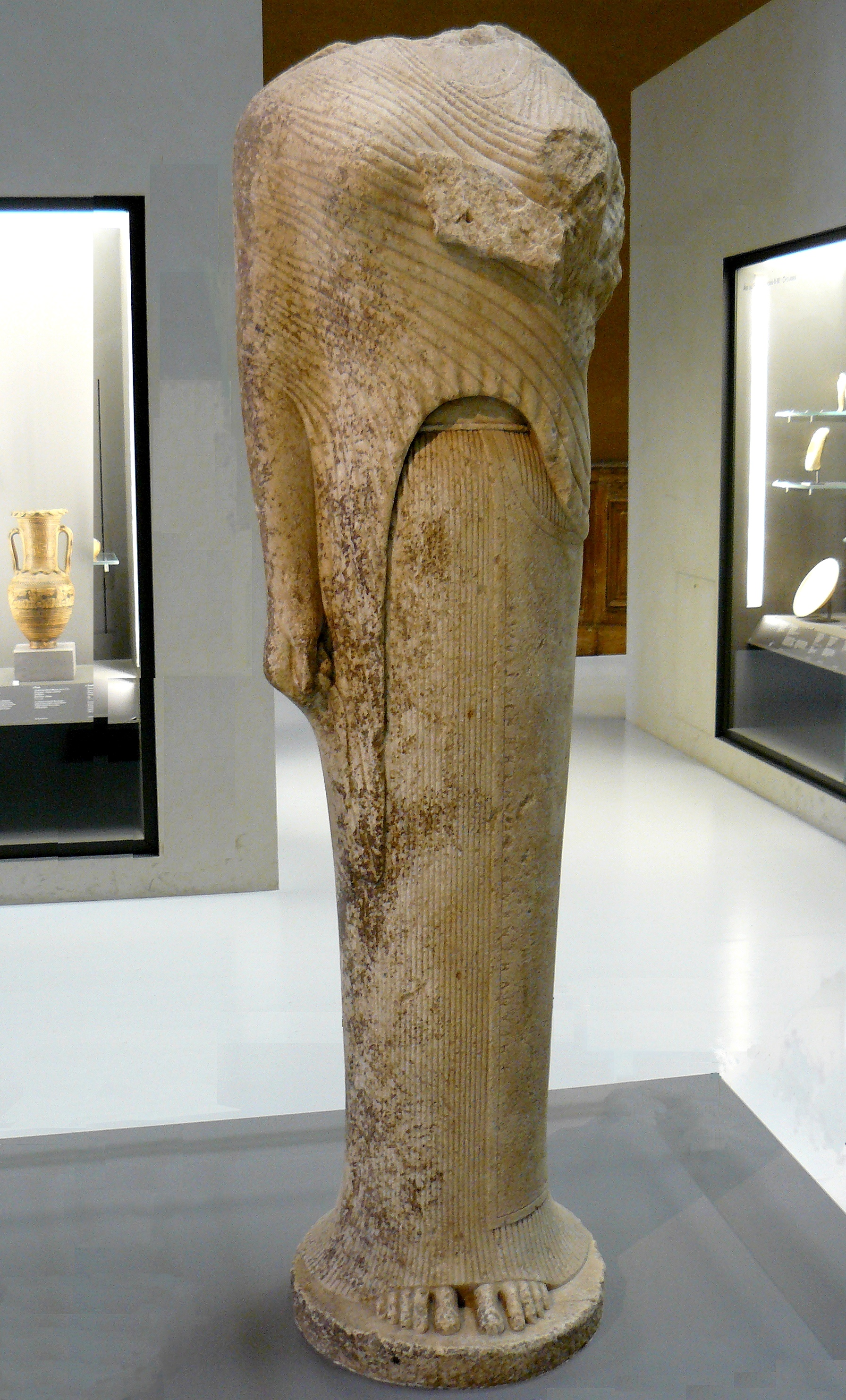
Kore de Samos, ca. 570-560 a. C.
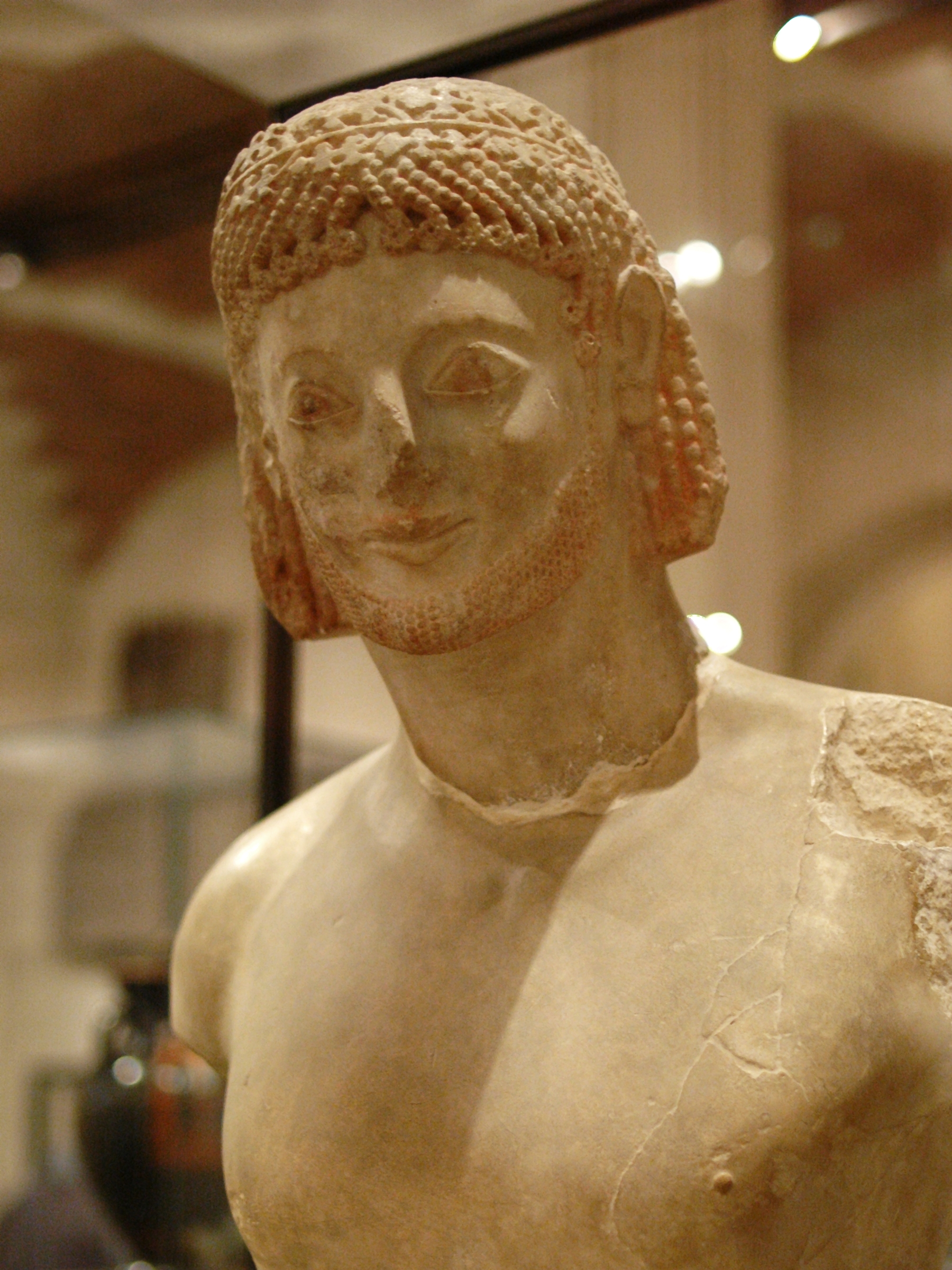
Detalle del Jinete Rampin, ca. 550 a. C.
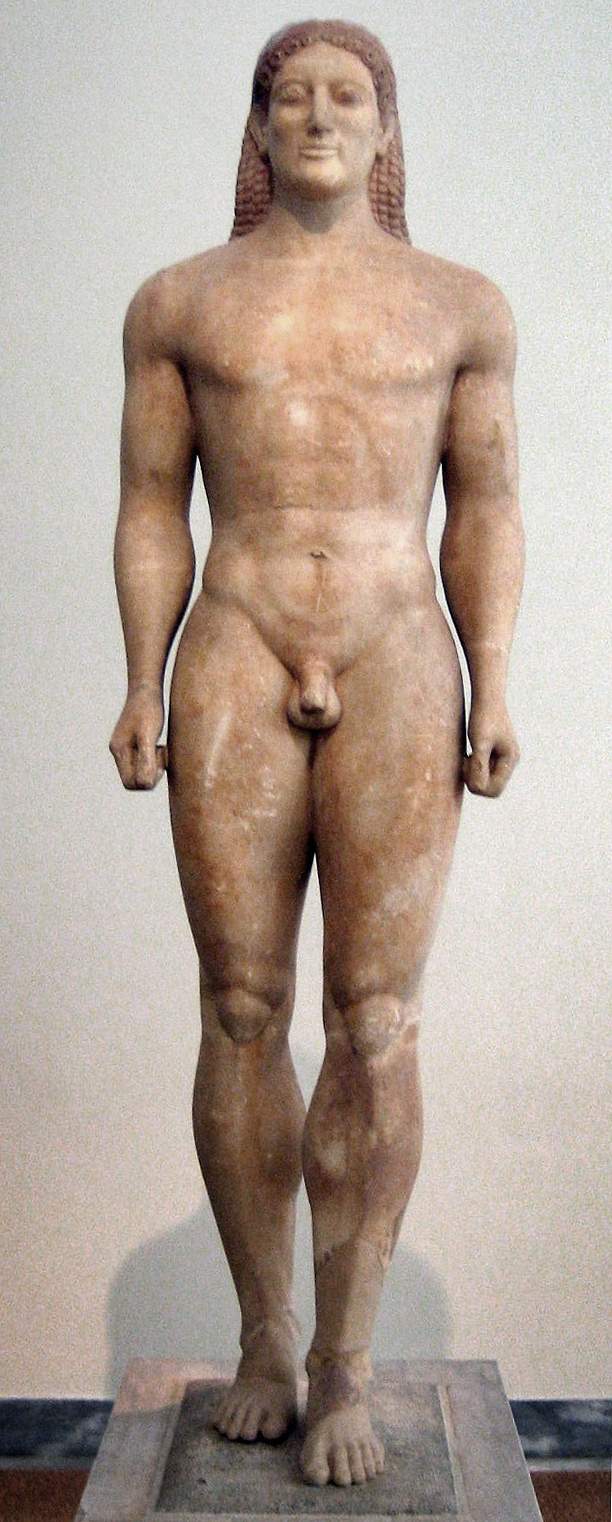
Kuros de Creso o de Anavyssos, ca. 540–515 a. C.
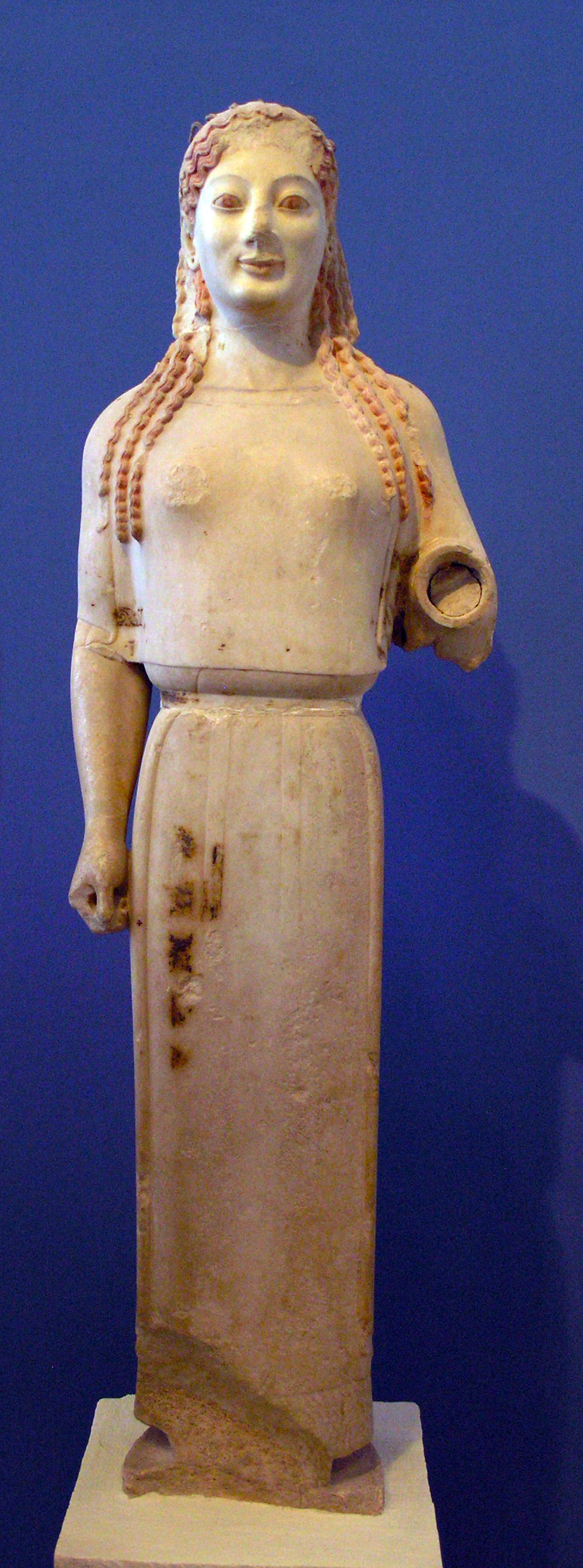
Kore del Peplo, ca. 530 a. C.
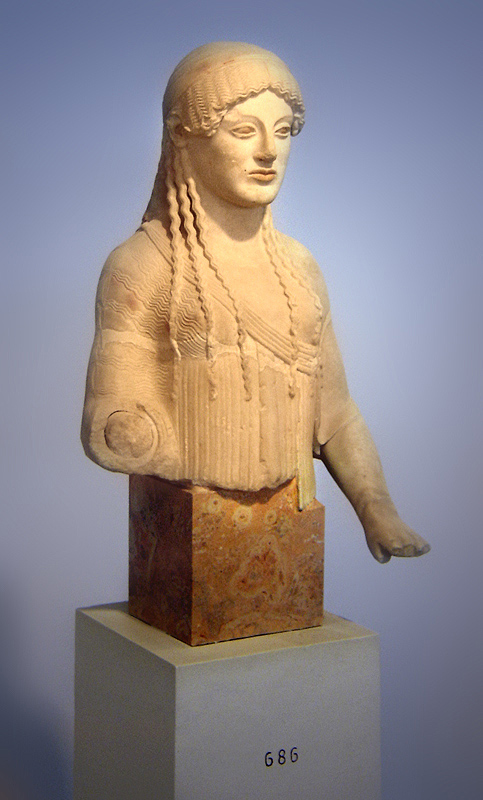
Koré de Eutidico, ca. 490 a. C.
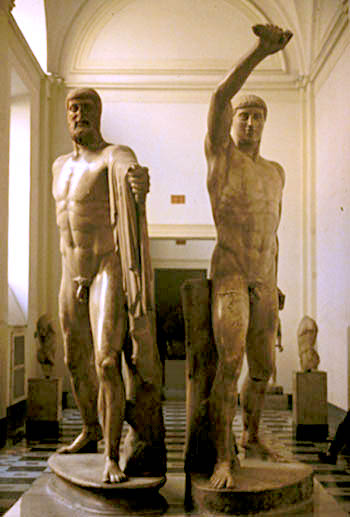
Harmodio y Aristogitón (los tiranicidas), copia romana de la obra de Critio y Nesiotes.
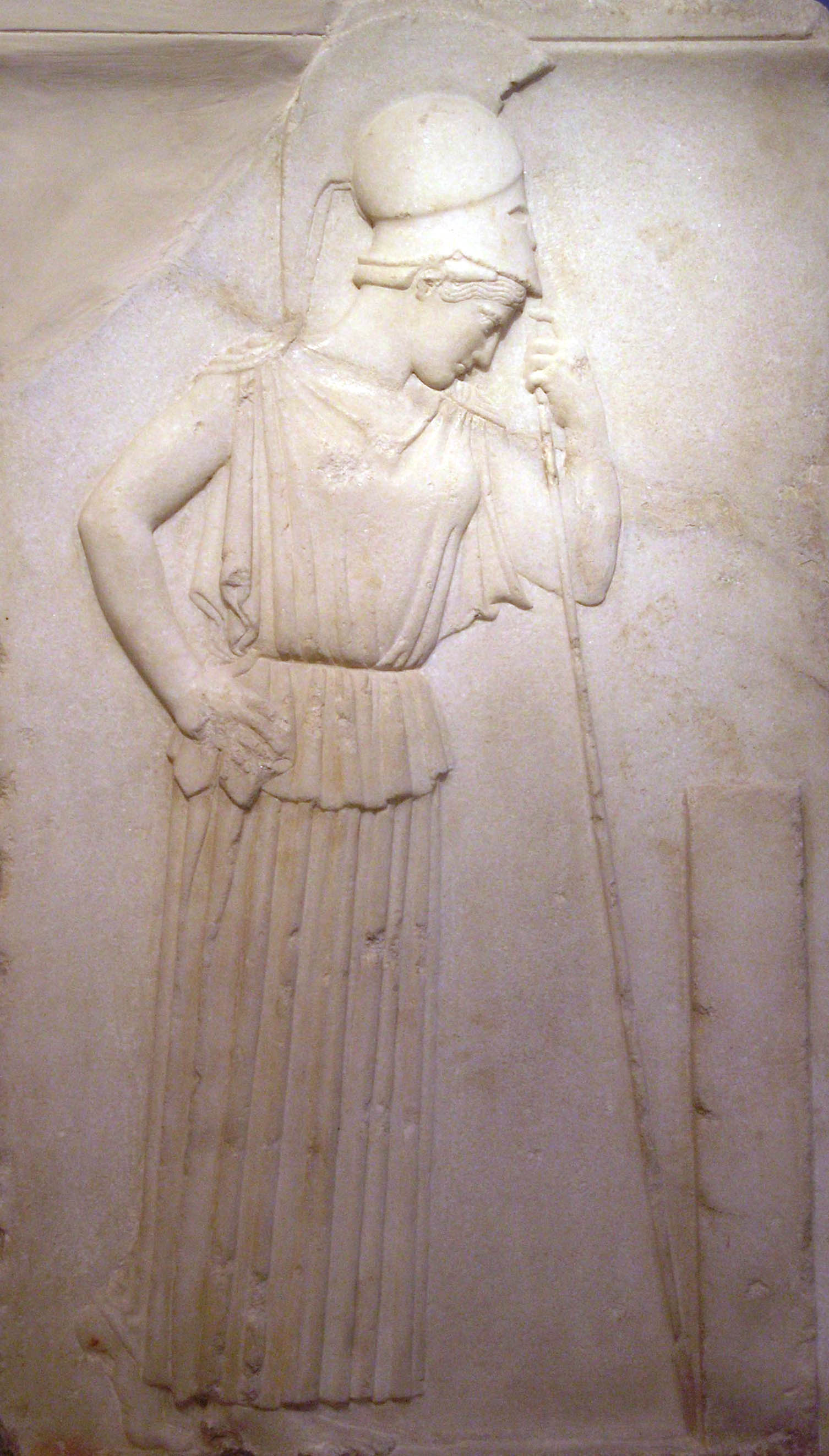
Atenea pensativa, Museo de la Acrópolis, Atenas.
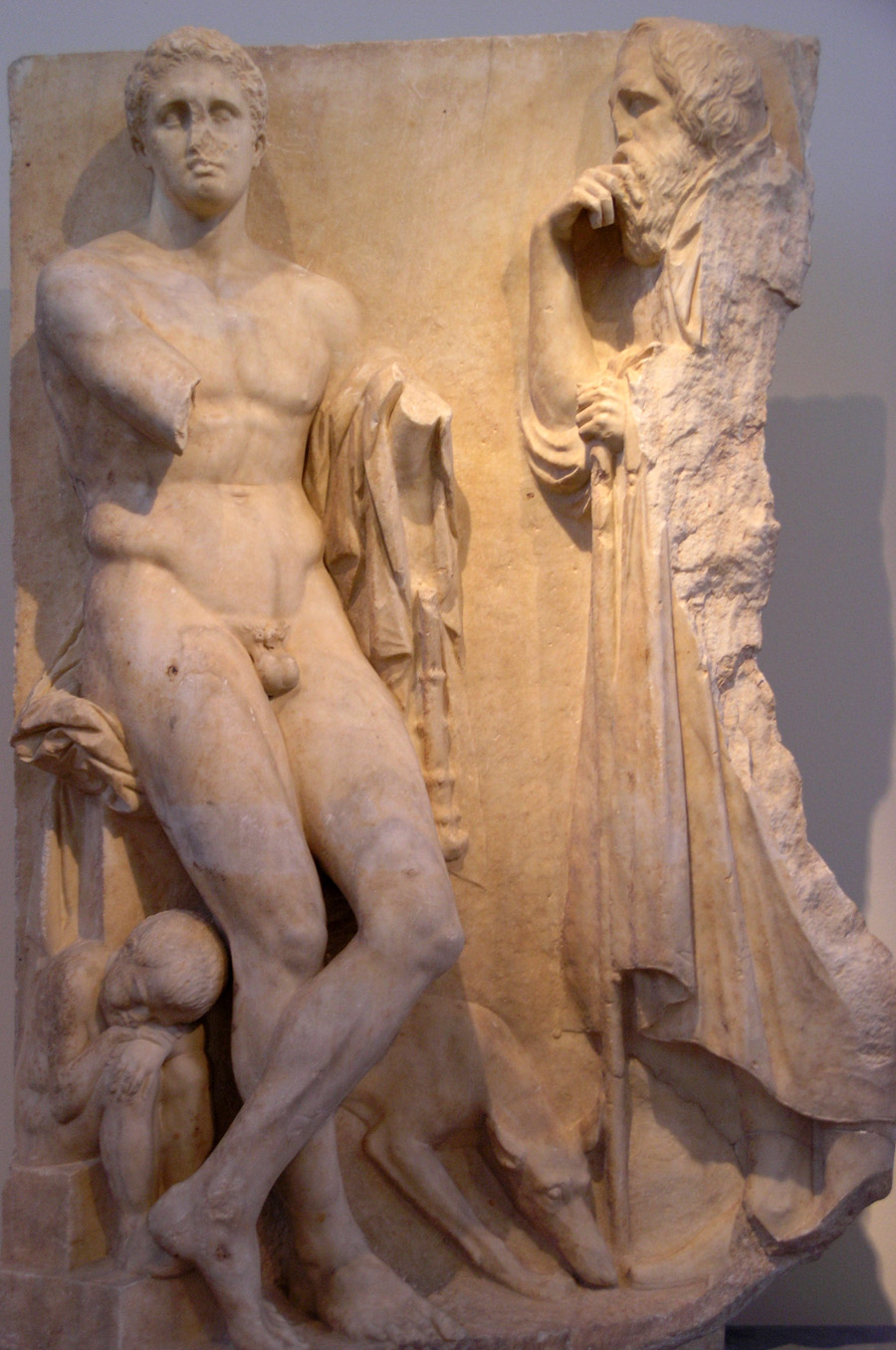
Estela del cazador o Gran relieve de Scopas,[21] de Scopas o su taller, ca. 340 a. C.
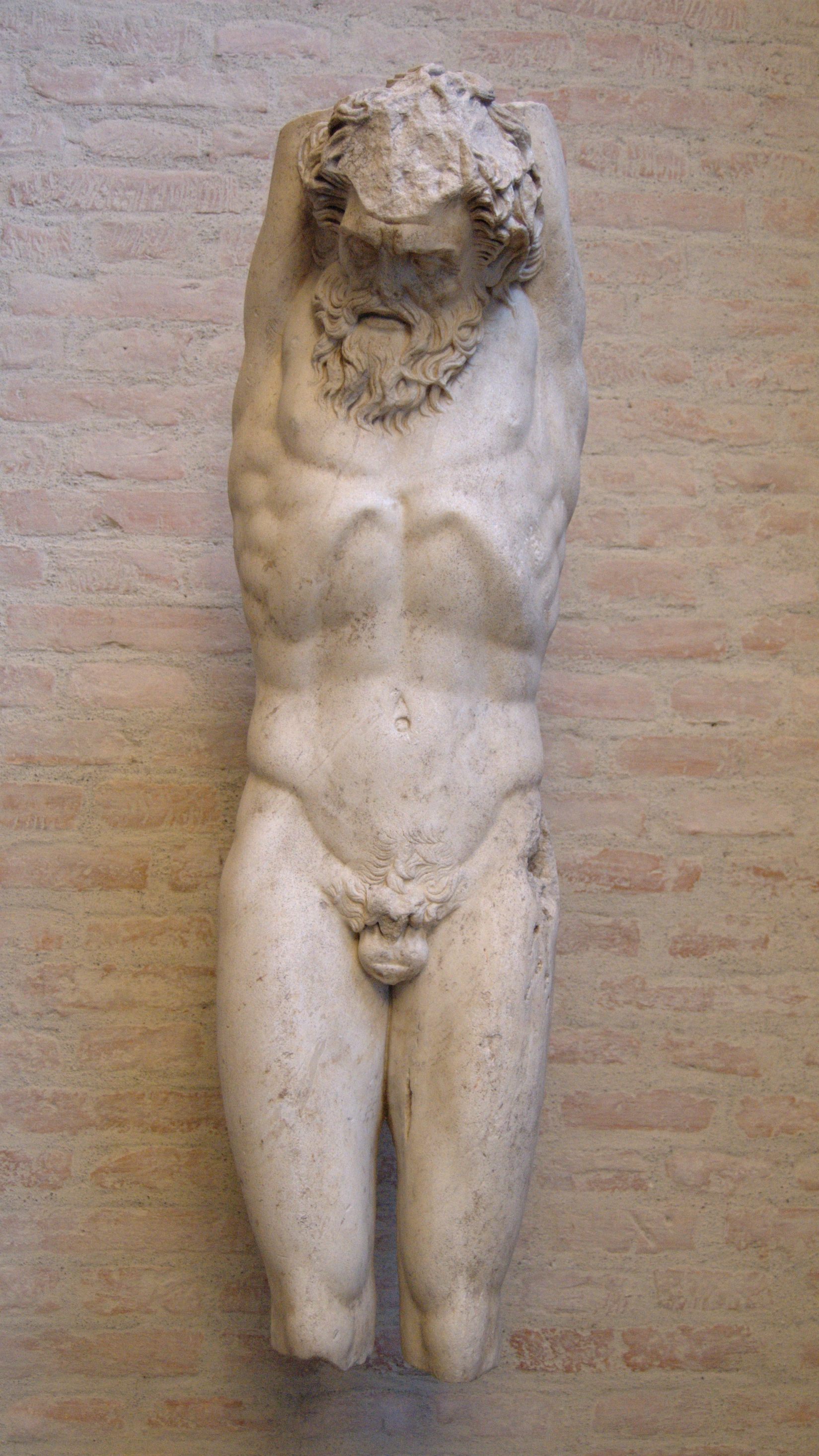
Marsias, copia romana de un grupo escultórico griego del siglo II a. C.
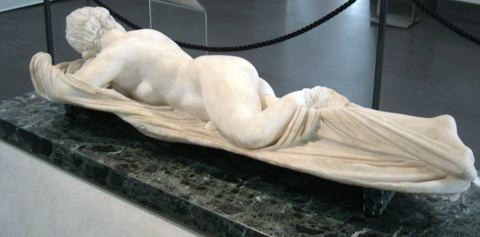
Hermafodita dormido,[22] siglo I, Museo Nazionale Romano, Palazzo Massimo Alle Terme, Roma.
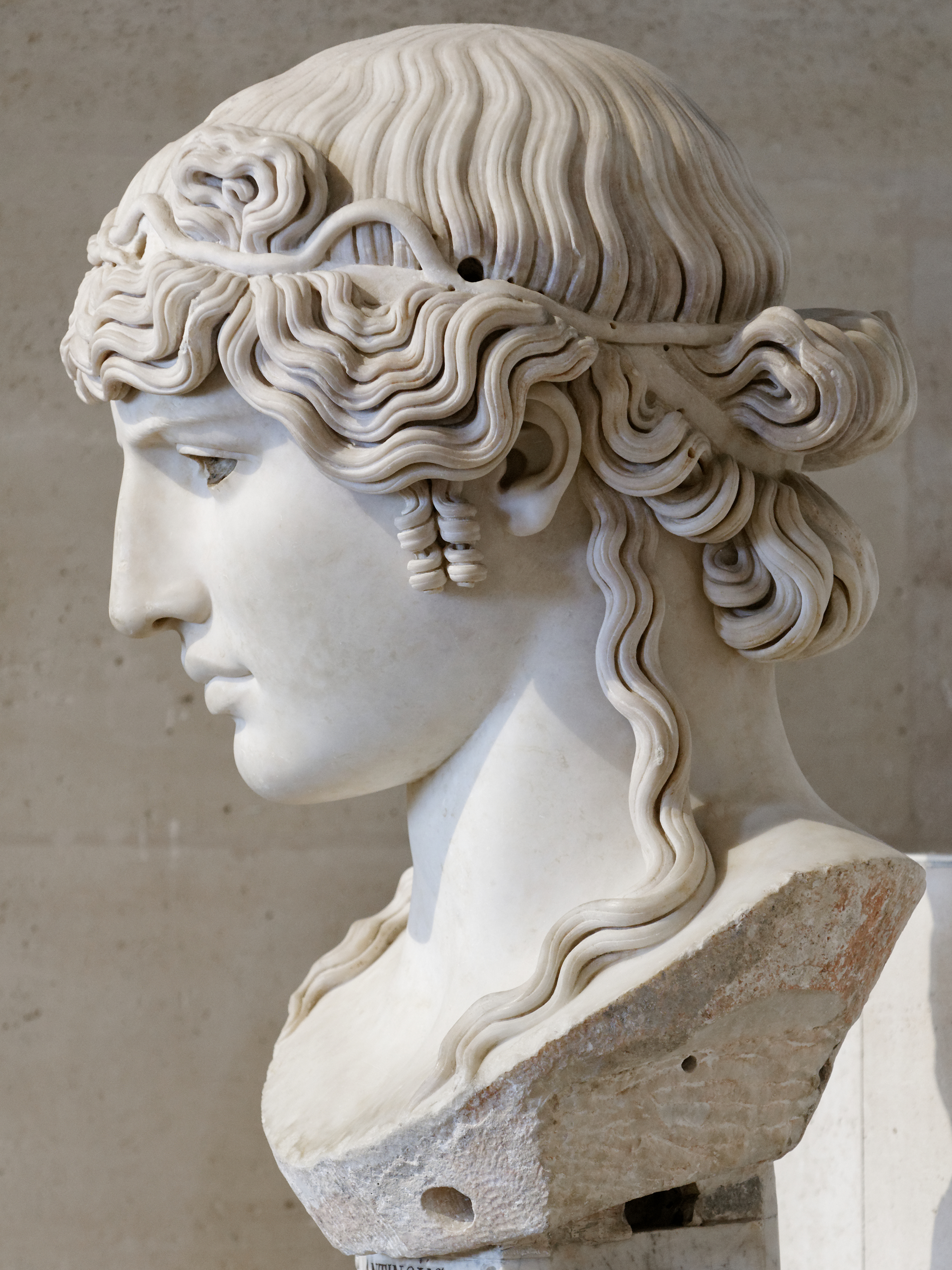
Antinoo Mondragone,[23] una de las numerosas representaciones de Antínoo, ca. 130.

### Edad Media

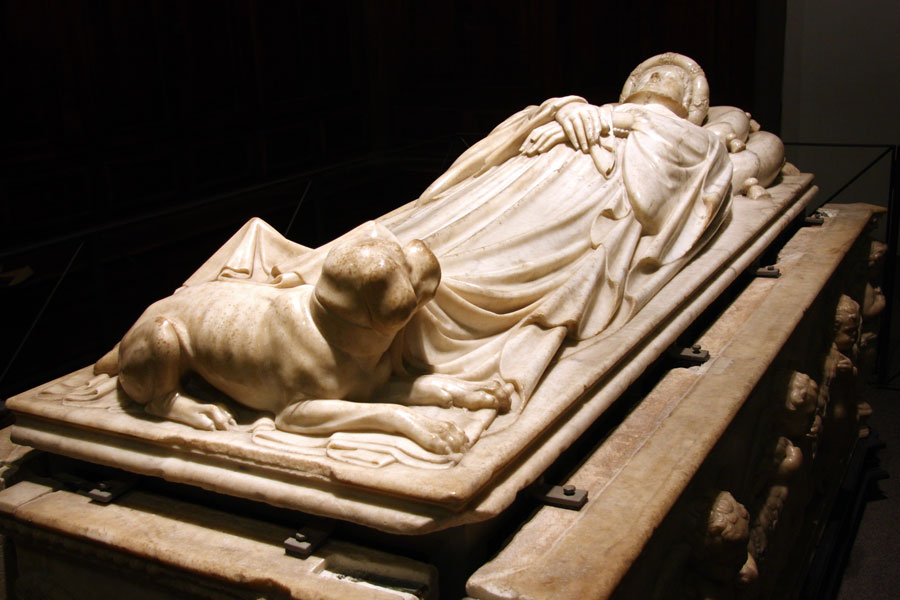
Sepulcro de Ilaria del Carretto, de Jacopo della Quercia, Catedral de San Martín de Lucca, 1406-1408.

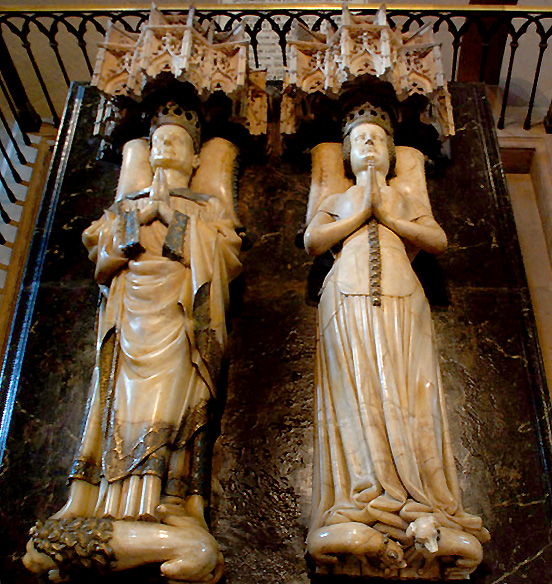
Sepulcro de Carlos III de Navarra y Leonor de Trastamara, en alabastro policromado, mármol y bronce, de Janin Lomme, Pamplona, 1413-1419. La introducción de la escultura renacentista italiana en España se produjo a finales del siglo XV a través de los monumentos funerarios en mármol, destacadamente con Domenico Fancelli.

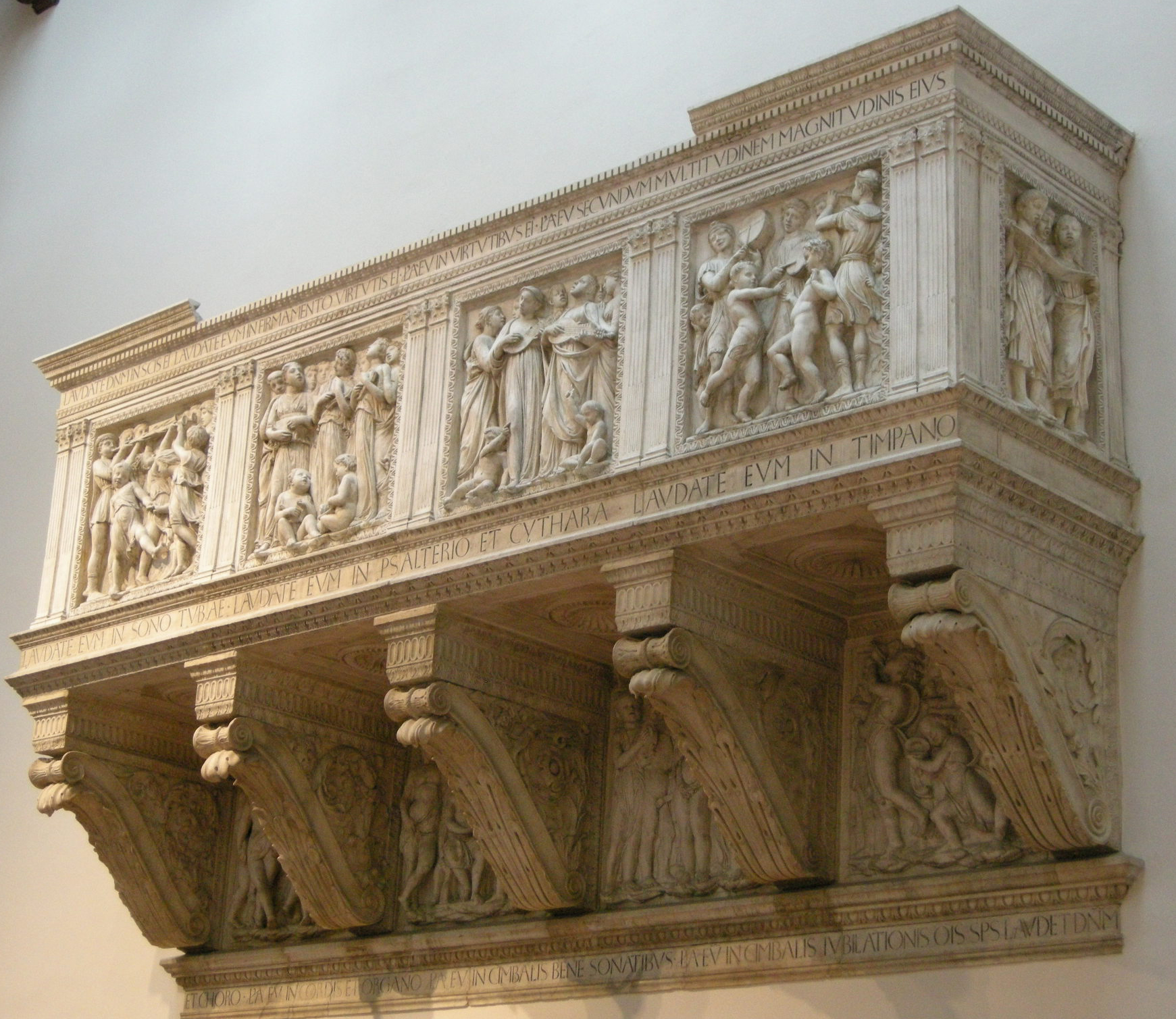
Cantoría de Santa Maria dei Fiore, Florencia, de Luca della Robbia, 1431-1438.

La escultura románica, subordinada a la arquitectura (capiteles historiados, pórticos), no tuvo preferencia por el mármol, que en cambio sí aparece en elementos estructurales y decorativos (fustes y otros elementos de columnas, a veces reutilizados de construcciones romanas -especialmente en el prerrománico- y losas para cubrir suelos y muros). Tampoco es muy habitual en la escultura gótica, aunque en esta época la escultura adquiere presencia independiente en retablos (donde lo habitual es la talla en madera, aunque también se usa el alabastro y otras piedras, incluido el mármol) y los monumentos funerarios. Son excepcionales algunos púlpitos italianos:
- Púlpito del Maestro Guglielmo, de la catedral de Cagliari
- Púlpito del Baptisterio de Pisa, de Nicola Pisano

### Edad Moderna

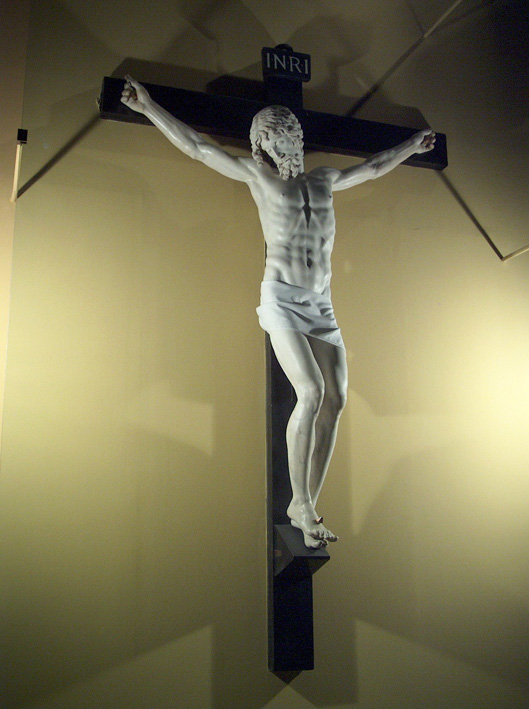
Crucifijo de Benvenuto Cellini en la Basílica de El Escorial, 1559-1562.

Desde el Renacimiento se impuso un gusto artístico que sacralizaba las esculturas de mármol de la Antigüedad, que se buscaban ávidamente y que alcanzaban cotizaciones extraordinarias en el mercado de arte.
- Obras de Donatello

- San Jorge, Museo del Bargello, Florencia
- Cantoría de Santa Maria del Fiore, situada frente a la de Luca della Robbia.
- Púlpito exterior de la catedral de Prato
- Tumba del antipapa Juan XXIII
- Zuccone

- Obras de Miguel Ángel

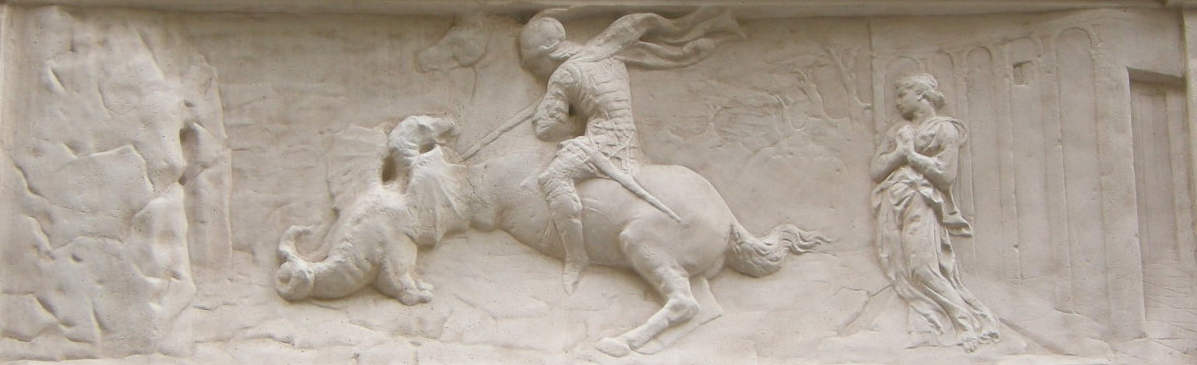
San Jorge salva a la princesa (Donatello), relieve de la base de la hornacina donde se situó el San Jorge, 1416-1417.

- David, tradicionalmente ubicado al aire libre, en la Piazza della Signoria de Florencia, ha sido sustituido por una copia y el original se exhibe en la Galleria dell'Accademia de la misma ciudad.
- Tumba de Julio II, iglesia de San Pietro in Vincoli, Roma (incluye el "Moisés").
- Esclavo moribundo, Museo del Louvre, París (pieza desechada del proyecto inicial de la tumba de Julio II).
- Capilla de los MédiciSagrestia Nuova de la Capilla Medicea en la basílica de San Lorenzo de Florencia (incluye las figuras de dos miembros menores de la familia Médici y alegorías de la Noche, el Día, la Aurora y el Crepúsculo, junto con estudiados elementos arquitectónicos que configuran un espacio único y equilibrado, espectacular pero de reducidas dimensiones).
- Cristo de la Minerva, iglesia de Santa Maria sopra Minerva, Roma.
- Piedad del Vaticano.
- Piedad Rondanini, Castillo Sforzesco, Milán (su obra póstuma, cuyo estado, inacabado, le da un especial interés).
- Virgen de la escalera, Casa Buonarroti, Florencia.

|  |  |

A partir del Renacimiento se recupera la tradición romana de la utilización de mármoles, junto con otros materiales, en la elaboración de piezas bidimensionales (intarsio, pietre dure).
- Obras de Giambologna

- Rapto de las sabinas
- Hércules y el centauro Neso

- Obras de Bernini

- Éxtasis de Santa Teresa
- Éxtasis de la beata Ludovica Albertoni

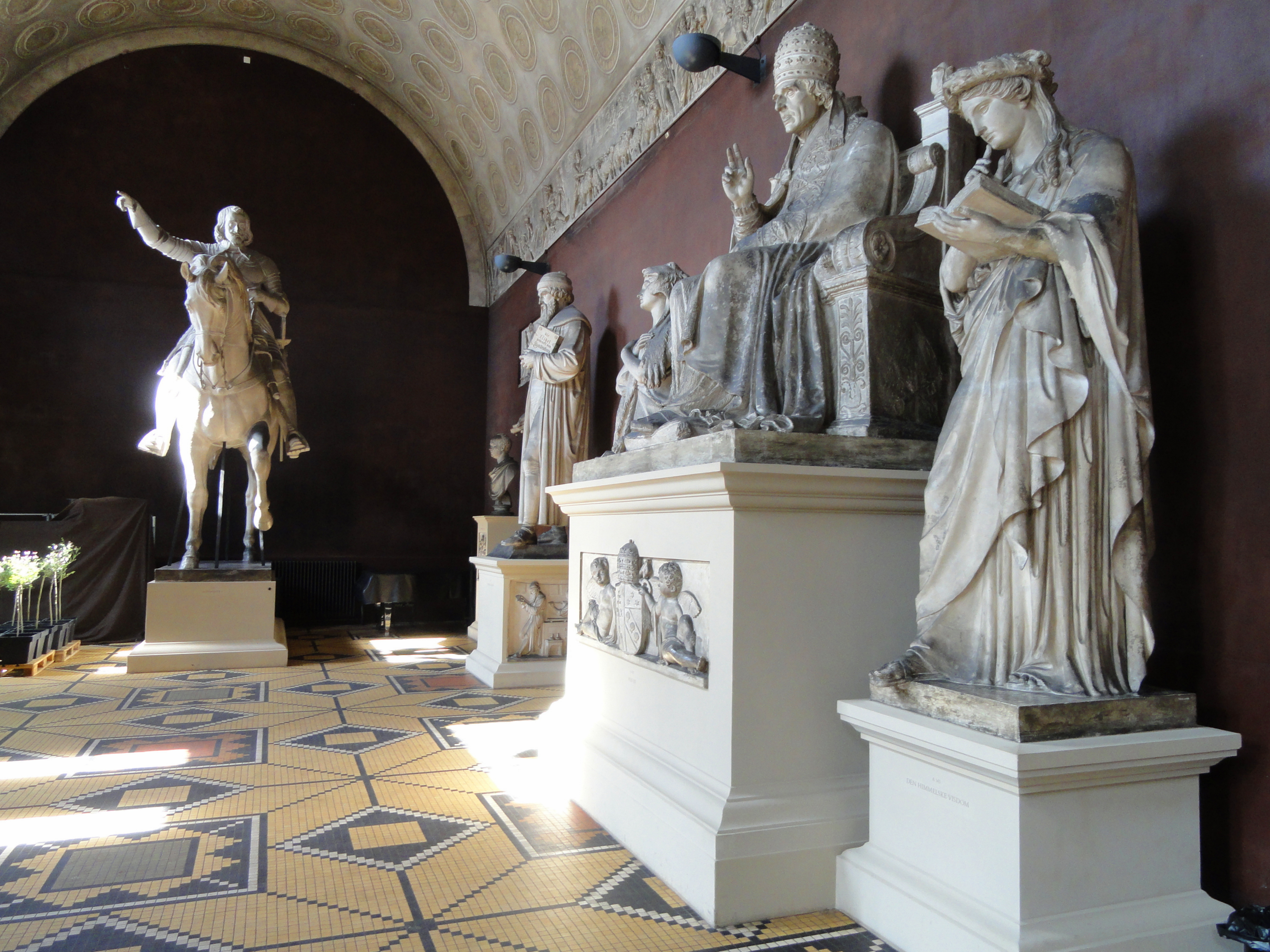
Obras de Thorvaldsen en el Museo Thorvaldsen, Copenhague.

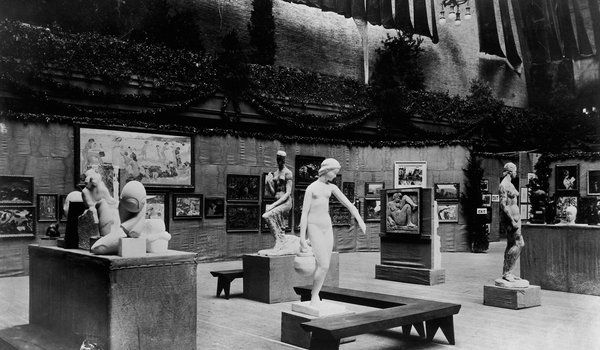
Armory Show de 1913. A la izquierda, contrastando con otros mármoles de estilo academicista, el polémico Retrato de Mademoiselle Pogany de Constantin Brancusi. En la reseña que acompañaba esta fotografía de la época, se indica que "esta monstruosa escultura no se parece a otra cosa más que a un huevo, y ha provocado mucha burla y risa".

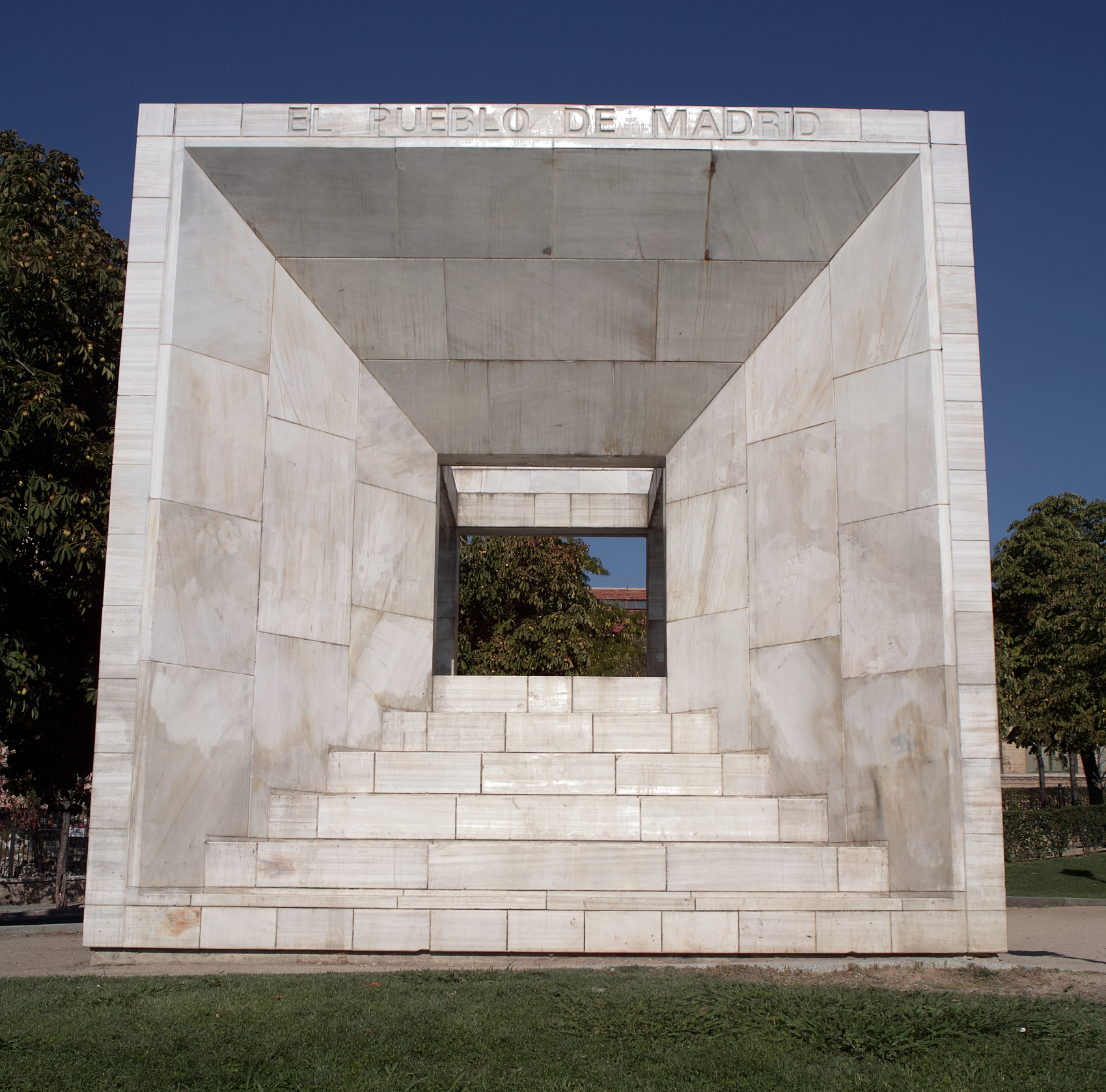
Monumento a la Constitución, de Miguel Ángel Ruiz-Larrea, Madrid, 1979.

- Apolo y Dafne
- Verdad descubierta por el Tiempo
- Tumba del Papa Alejandro VII
- Busto del cardenal Richelieu
- Busto de Luis XIV

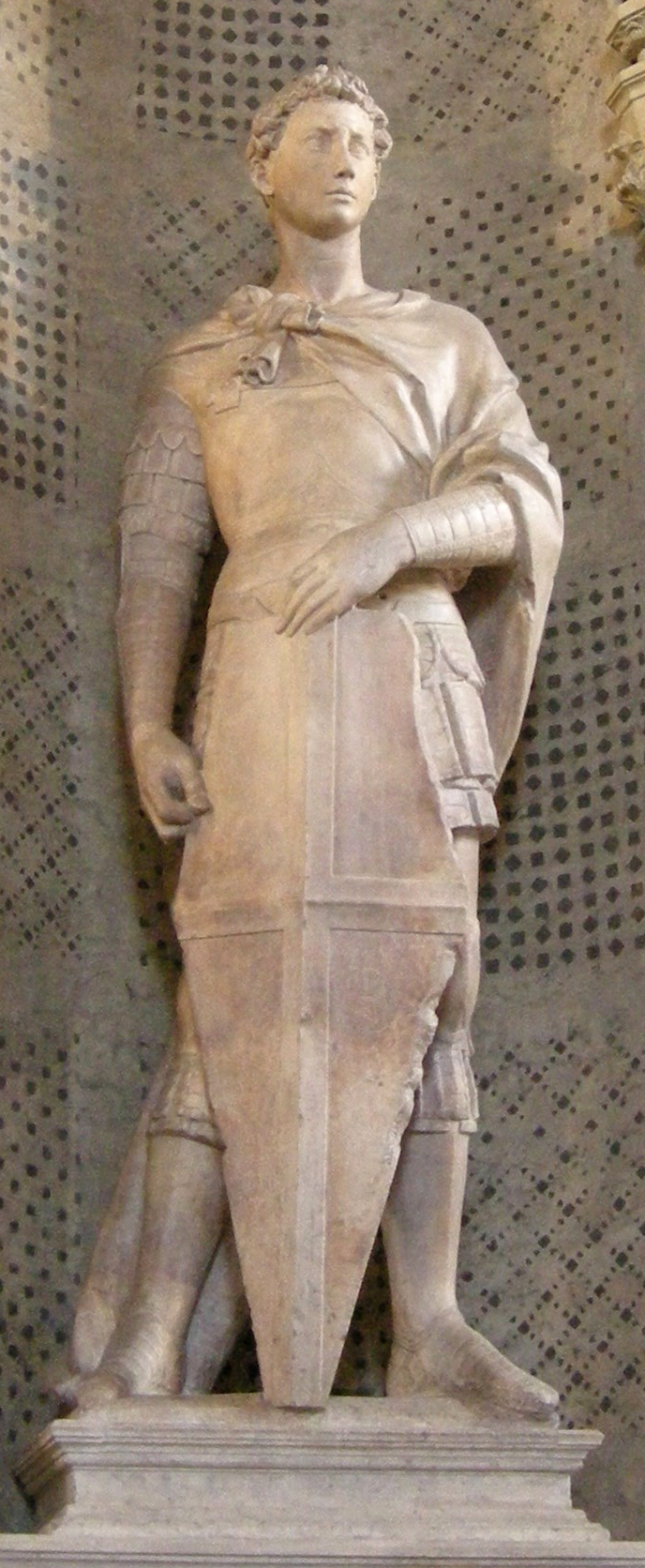
San Jorge de Donatello.
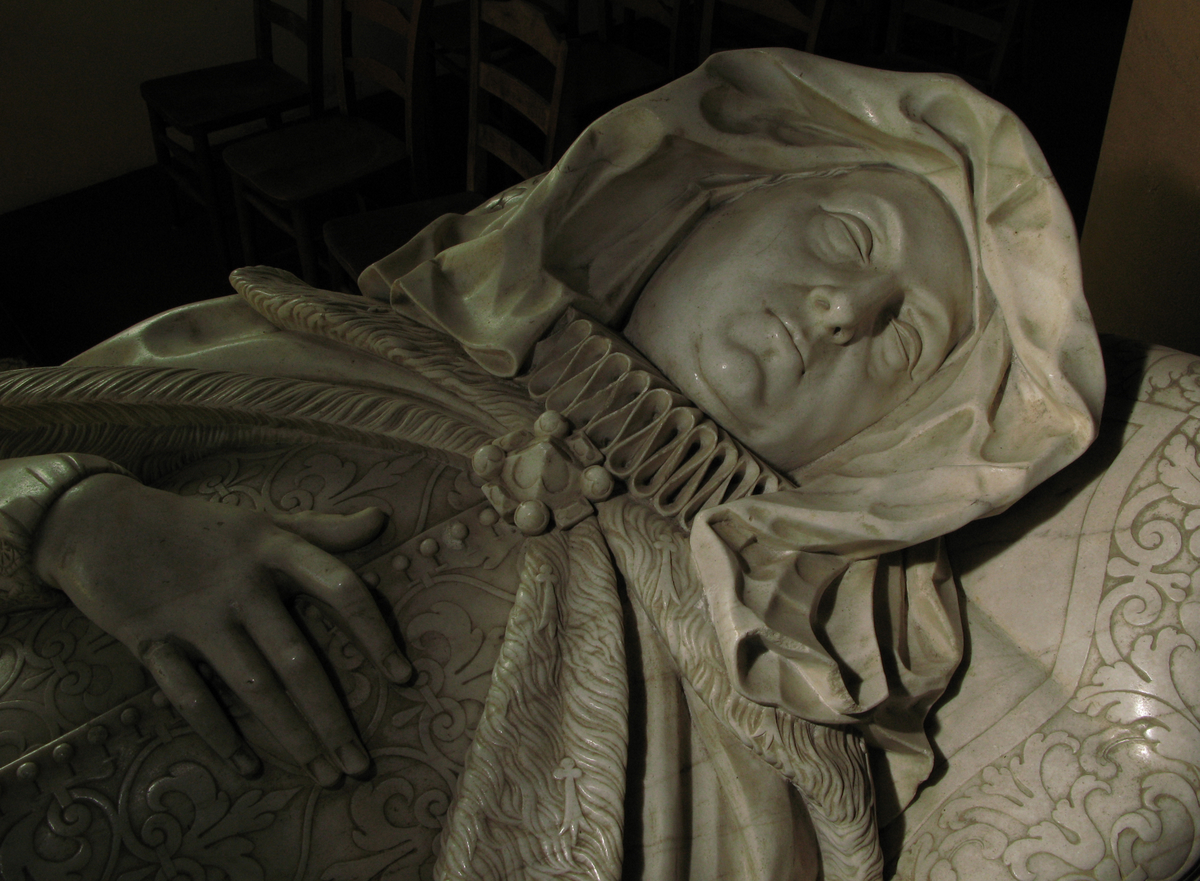
Sepulcro de Lady Elisabeth Carey, de Nicholas Stone, 1617-1620.
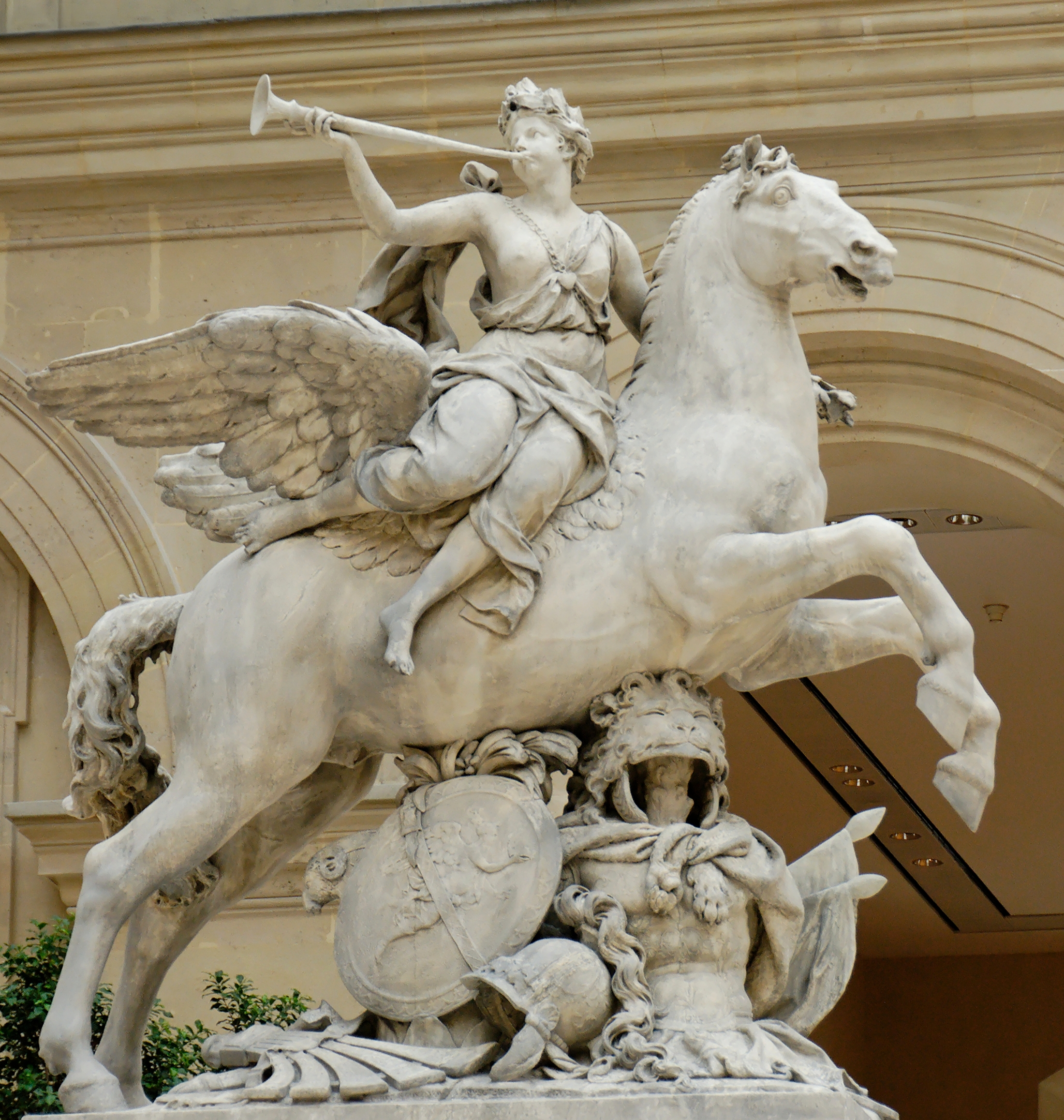
Fama de Luis XIV, de Antoine Coysevox, 1701-1702.
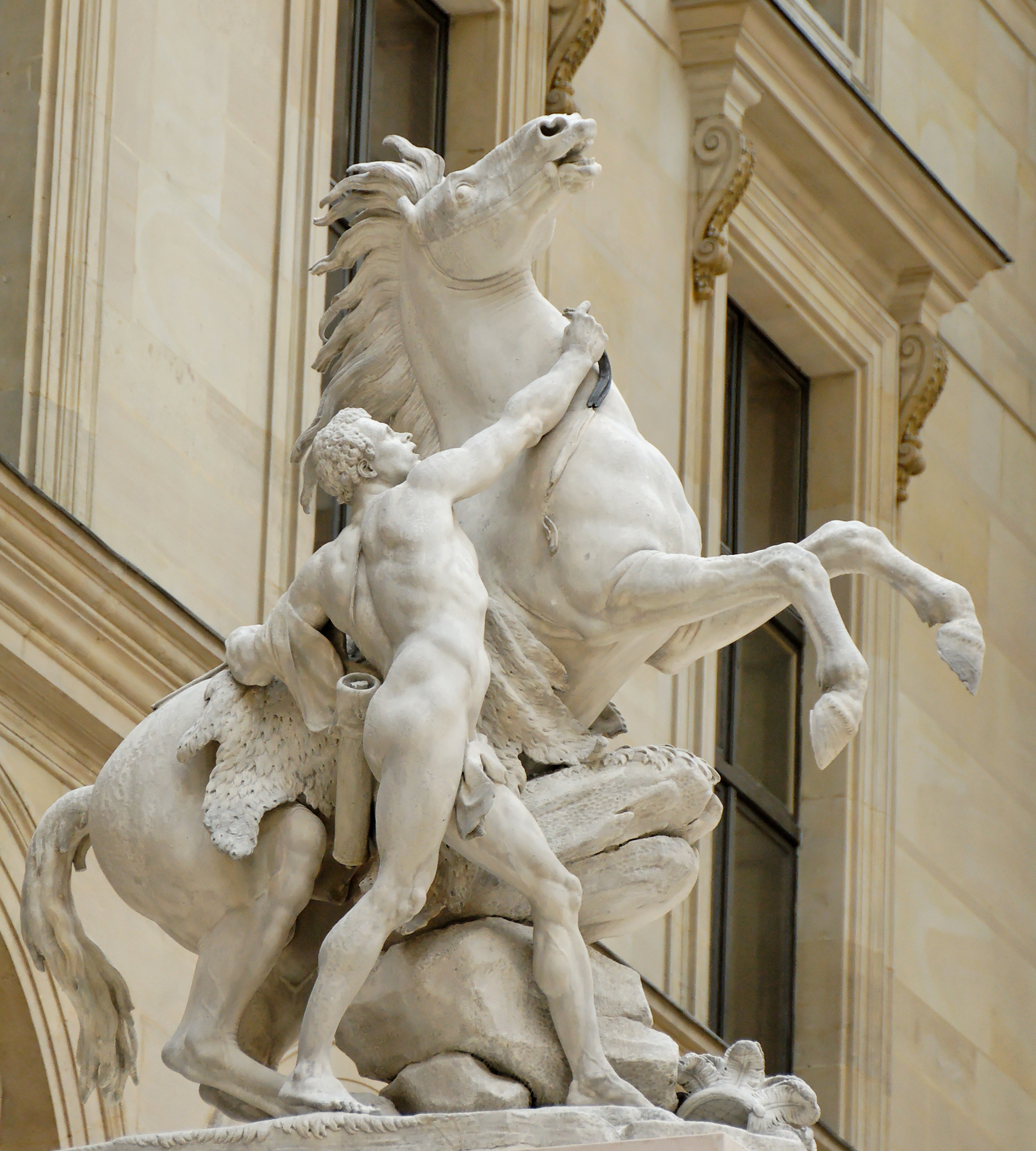
Caballos de Marly, de Guillaume Coustou, 1743-1745.
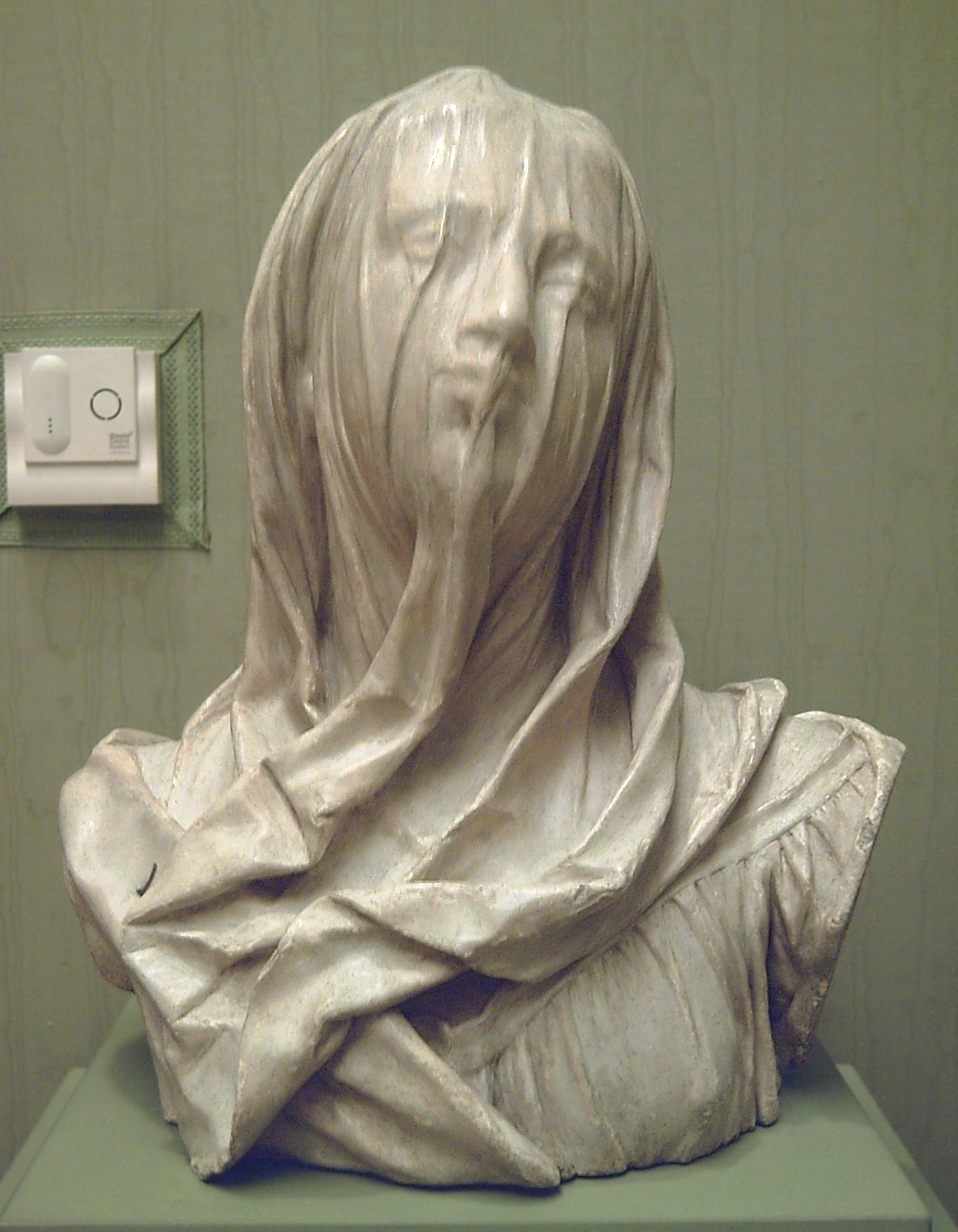
La fe, de Luis Salvador Carmona, 1753.

### Edad Contemporánea
- Obras de Canova

- Psique reanimada por el beso del amor
- Monumento fúnebre de María Cristina de Austria
- Paulina Bonaparte como Venus Victrix

- Obras de Thorvaldsen

- Monumento al león de Lucerna
- Christus Consolator

- Obras de Rodin

- El Beso
- La Catedral, Museo Rodin

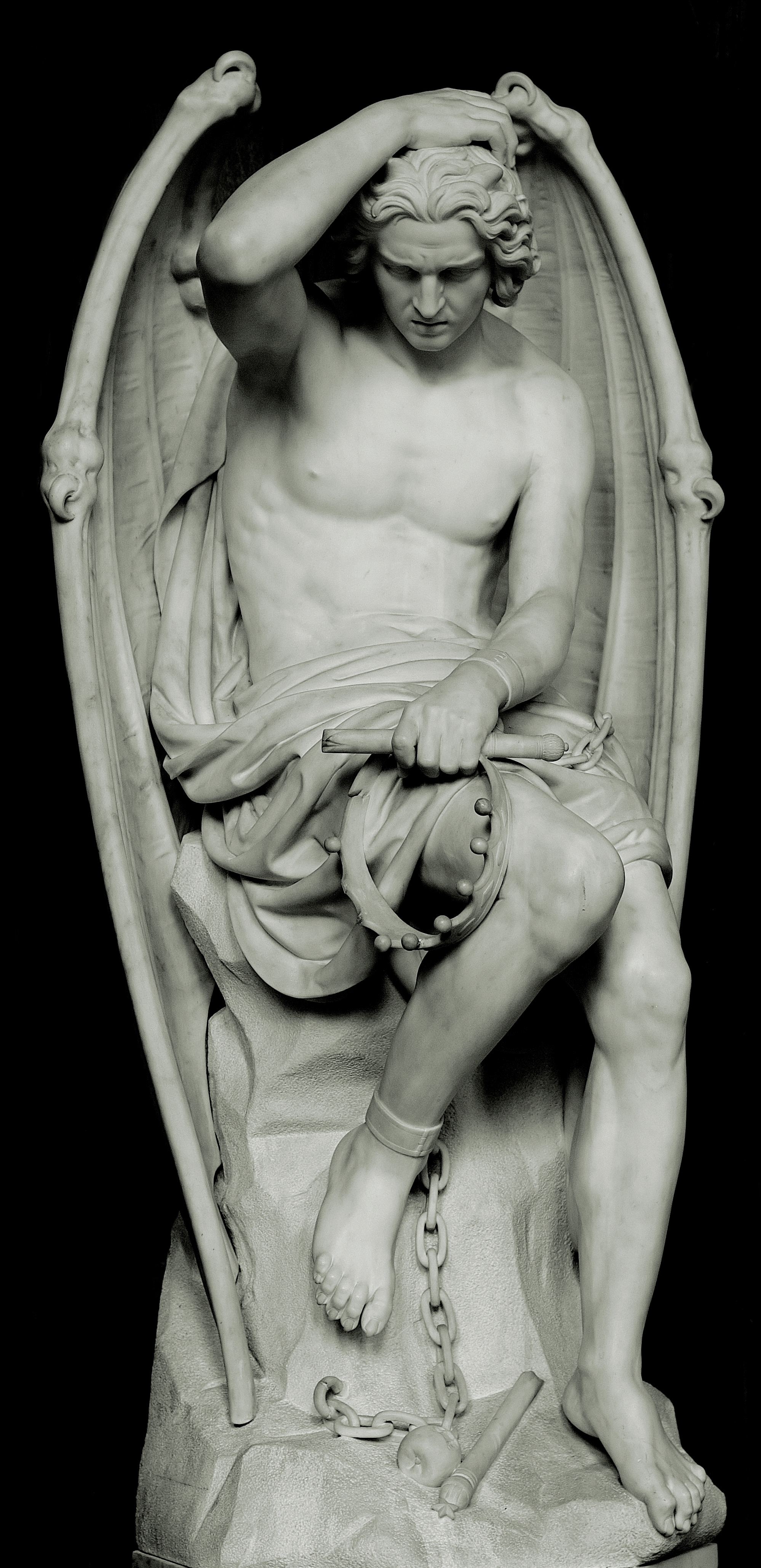
El genio del mal o El Lucifer de Lieja, de Guillaume Geefs, Catedral de Lieja, 1848.
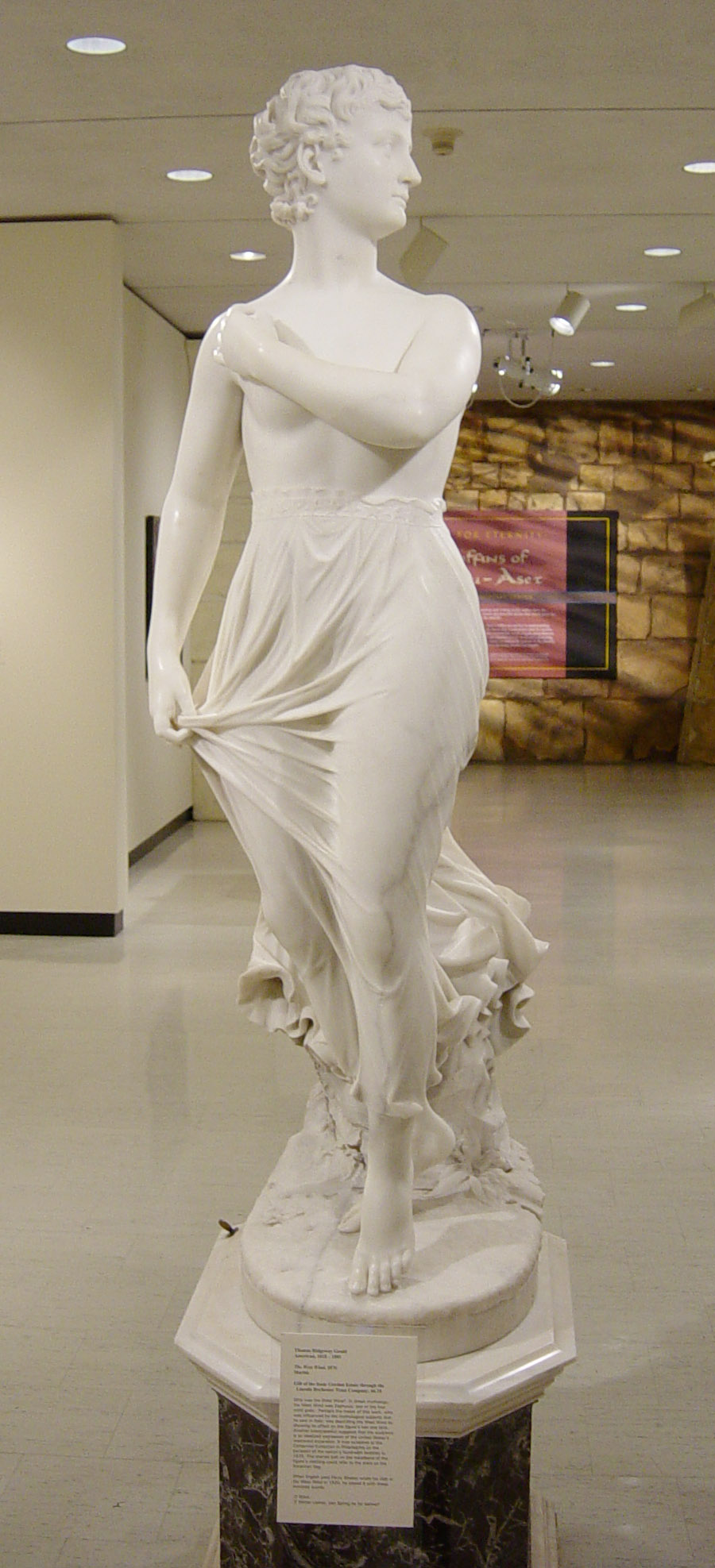
Viento de Oeste, de Thomas R. Gould, 1876.
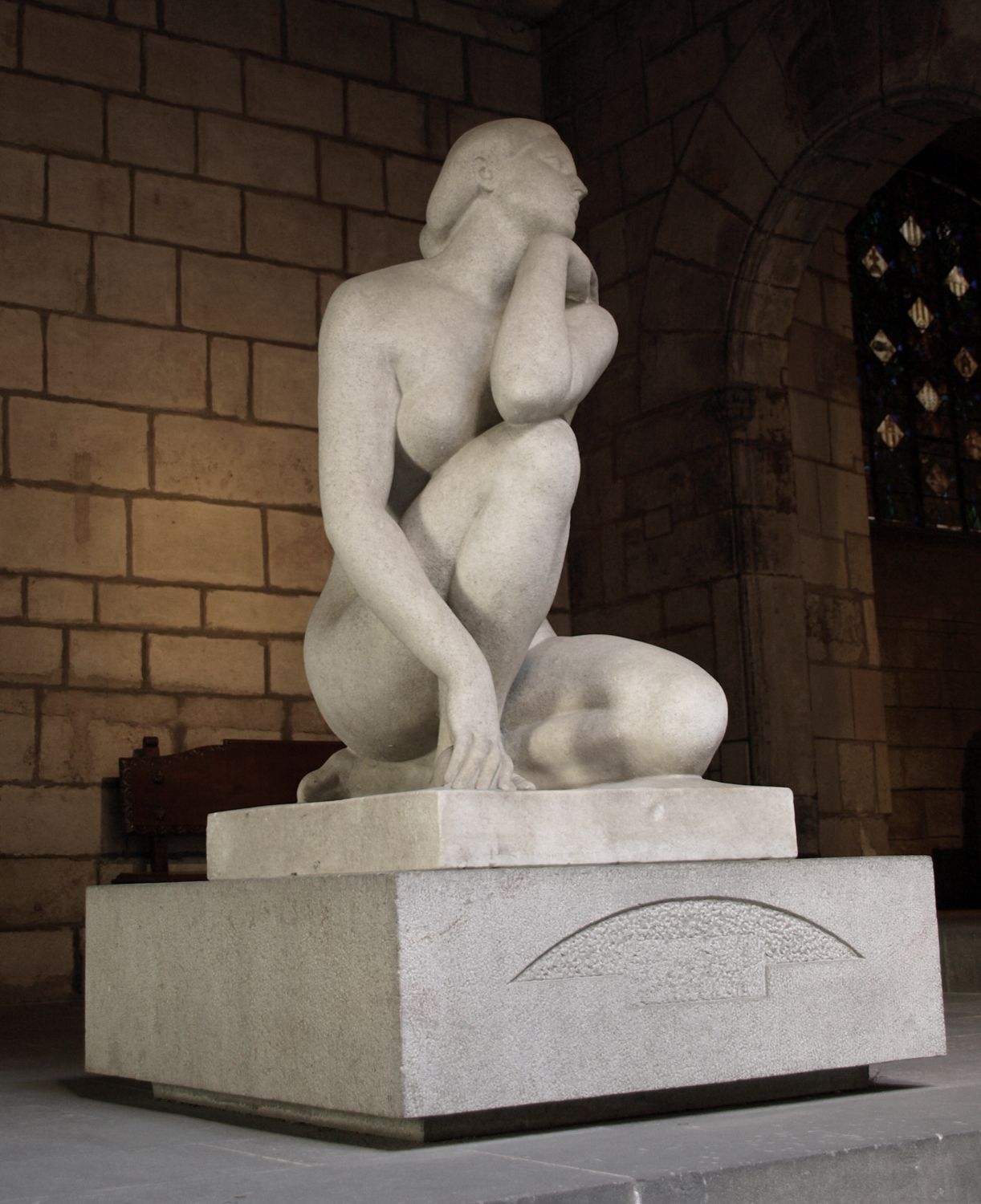
La Diosa, de Josep Clarà, 1909.